# Гуманізм епохи Відродження

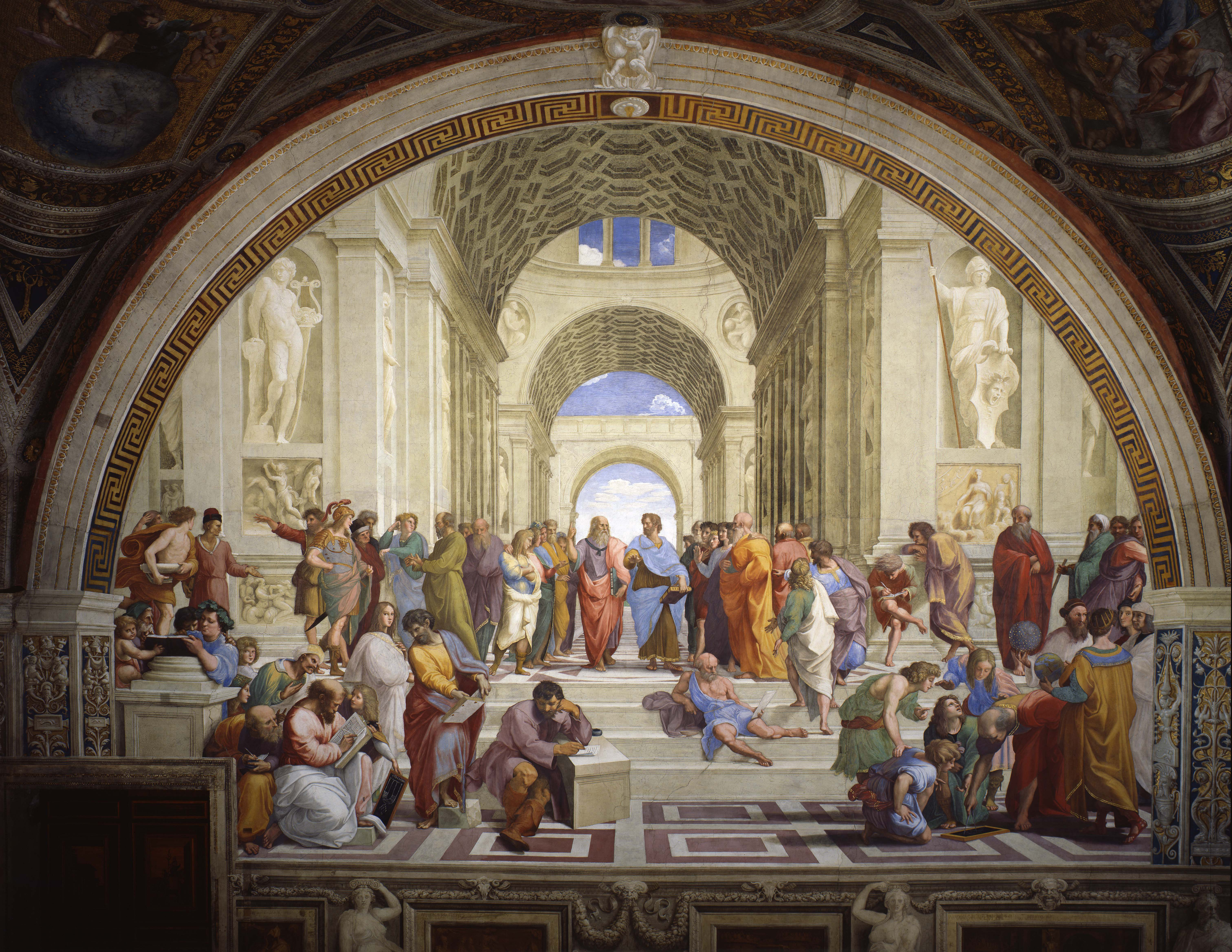
Фреска Рафаеля «Афінська школа», де поруч із Піфагором та Аристотелем зображені Леонардо та Донато Браманте

Гумані́зм епо́хи Відро́дження, Ренеса́нсний гуманізм, також класи́чний гуманізм — європейський інтелектуальний рух, що є одним із визначальних компонентів Ренесансу як історичної й культурної епохи, основною ідеєю якого було поліпшення людської природи через вивчення античної літератури.
Виник у Флоренції в середині XIV століття, існував до середини XVI століття; з кінця XV століття поширився на Німеччину, Францію, Нідерланди, Англію, і меншою мірою на Австрію, Швейцарію, Іспанію, Португалію, Польщу, Моравію, Богемію, Угорщину, Хорватію та інші країни.
Зародження гуманізму пов'язують із іменем поета й мислителя Франческо Петрарки (1304–1374). Гуманізм був насамперед просвітницьким рухом, що надавав першочергового значення літературі. Гуманістична освіта, на думку гуманістів, мала сприяти всебічному розвиткові особистості: знання мали поєднуватися з чеснотами, правдивий зміст із довершеною мовною формою, тож центральну роль у гуманістичній освіті мали відігравати літературознавство й мовознавство.
Важливою ознакою гуманізму епохи Відродження було відчуття приналежності до справді нової епохи, потреба відмежуватися від минулих століть. Це минуле, яке у той час почали називати Середньовіччям, відкидалося представниками гуманізму, як меншовартісне в порівнянні з античною епохою, яку гуманісти сприймали за взірець і бажану норму для всіх сфер людської діяльності. Чи не найголовнішою метою гуманістів було відродження прямого культурного зв'язку з античністю. Звідси випливала вимога до орієнтації на автентичні античні джерела, що знайшла своє лаконічне визначення в латинському вислові ad fontes (тобто «до джерел»).

## Термін
Первісна латинська форма цього поняття — studia humanitatis. У такому вигляді цей термін був власне запроваджений ренесансними гуманістами, що перефразували Цицерона, який свого часу наполягав на тому, щоб поняття «людяність» як найважливіший результат культури, виробленої в давньогрецьких полісах, мусить прищепитись і на римському ґрунті. 
Значення терміну «гуманізм» в епоху Відродження (на відміну від сьогоднішнього значення слова) полягало в: «ревному вивченні всього, що складає цілісність людського духу», оскільки humanitas означало «повноту та розділеність природи людини». Також це поняття протиставлялося «схоластичному» вивченню «божественного»  (studia divina). Таке розуміння studia humanitatis вперше отримало своє обґрунтування у вигляді ідейної програми нового інтелектуального руху у творах Петрарки. 
Ренесансний «гуманізм» — це не захист прав людини, а дослідження людини такою, як вона є. Гуманізм, з погляду Петрарки та інших філософів, означав перенесення людини в центр світу, першочергове вивчення саме людини. Термін «гуманізм» «в цьому плані є частково синонімом слова „антропоцентризм“ та протистоїть терміну „теоцентризм“. На противагу релігійній філософії Західної Європи гуманістична філософія ставила перед собою завдання вивчення людини з усіма її земними та неземними потребами. Замість онтологічних питань на перший план висуваються питання етичні». 
Слово «гуманіст» з'явилося наприкінці XV століття. Власне термін «гуманізм» у сьогоднішньому вигляді, за даними російського дослідника гуманізму Баткіна, вперше застосував 1808 року педагог Ф. Нітгаммер; після праці Ґеорґа Фоґта «Відродження класичної давнини та перше століття гуманізму» (1859) в науці почалося обговорення історичного змісту та меж цього поняття. 
Самі гуманісти XV століття називали себе зазвичай «ораторами», рідше «риторами», таким чином підкреслюючи свою відмінність від університетських вчених, а також демонструючи зв'язок із давніми традиціями античних ораторів.

## Передумови виникнення
На головне джерело гуманістичних ідей постійно вказували самі гуманісти — це культурна спадщина греко-римської античності. Проте питання виникнення гуманістичного руху саме Флоренції середини XIV століття є не таким однозначним.
Однією з головних причин появи гуманізму науковці називають зміну соціально-економічного становища в Італії: зростання ролі ремісничих цехів, поява пополанства (зокрема у Флоренції), розвиток банківської системи, зокрема громадських банків та кредиту в XII столітті (Флоренція, Венеція).
Проте, це лише одна складова, не менш важливим був, наприклад, інтелектуальний вплив із боку грецьких науковців, які після Падіння Константинополя 1453 року масово емігрували до Італії (див. Грецькі вчені епохи Відродження). Грецькі вчені були не лише вчителями грецької мови для більшості італійських гуманістів, але й популяризаторами ідей грецької античної демократії та філософії.
Ще одним джерелом поширення ідей античної культури була арабська Іспанія й арабська цивілізація загалом. І хоча сам гуманізм в Іспанії розвинувся значно меншою мірою, ніж в Італії, саме завдяки арабським перекладачам було збережено величезну кількість давньогрецьких і римських текстів, які пізніше зіграли велику роль у формуванні світогляду гуманістів (див. Аль-Андалус). Престиж арабських мислителів був доволі високим особливо в університетському середовищі Італії. Популярне в Італії вчення арабського мислителя Ібн Рушда спиралося на концепції Арістотеля та інших грецьких учених (див. Аверроїзм).
Нідерландський історик Йоган Гейзинга у своїй праці «Осінь Середньовіччя» звертає увагу на поступовість переходу від Середньовіччя до Відродження. Гуманісти представляли свою концепцію як різкий розрив із попередньою середньовічною культурою, проте багато ідей Ренесансу визрівали саме в середньовічному середовищі. Так Гейзинга пише, що «бажання прекрасного життя вважають ознакою, особливо властивою Ренесансу… Та межу між Середньовіччям і Ренесансом… проводять, як правило, надто різко. Пристрасне бажання увібрати життя в прекрасні форми, витончене мистецтво життя, мальовнича розробка життєвого ідеалу — все це набагато старше за італійське кватроченто».
За Йоганом Гейзингою, багато ідеалів гуманізму розвинулися зокрема й завдяки культурі та світогляду середньовічного лицарства. Про те, що духовні традиції середньовічного лицарства пережили середньовіччя й у трансформованому вигляді досягли нашого часу, згадує також українська письменниця та філософ Оксана Забужко, коли аналізує першооснови світогляду Лесі Українки у праці «Notre Dame d'Ukraine».

## Концепція та діяльність

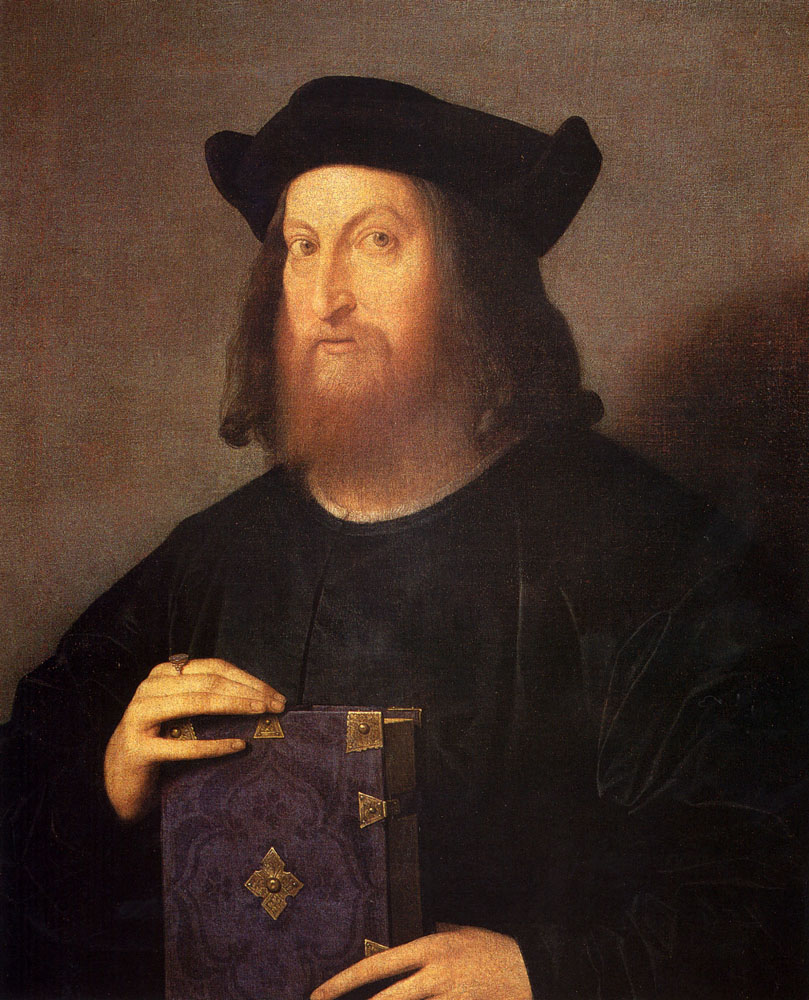
Вінченцо Катена. Портрет італійського гуманіста Джанджорджо Триссіно, 1510. Вчений поет зображений з книгою — атрибутом знання

Самі гуманісти розповідали про себе таким чином: Леонардо Бруні визначав studia humanitatis так — «пізнання тих речей, які стосуються життя та звичаїв, і які вдосконалюють та прикрашають людину». Салютаті вважав, що в цьому слові поєдналися «доброчесність та вченість» (virtus atque doctrina), причому «вченість» передбачала універсальність знань на основі володіння «словесністю» (litterae), А «доброчесність» включала душевну стриманість та доброзичливість (benignitas), що означає здатність правильно поводитися. Ця чеснота, на думку гуманістів, була невіддільною від класичної освіченості, й таким чином, виявлялася не вродженою якістю, а чимось таким, що було індивідуально досягнуте завдяки роботі над класиками. В епоху Ренесансу панувала ідея окультурення, «обробітку» душі шляхом вивчення античних авторів, здатність через гуманістичні заняття здійснити та виявити всі можливості, закладені природою в індивідуумі. Гуаріно Веронезе писав: «немає нічого придатнішого та належного для надбання чеснот, ніж старанне читання вчених античних письменників». Гуманісти вірили, що через гуманістичні заняття людина зможе реалізувати всі можливості, закладені в індивідуумі, культивувати свої «чесноти». Для Петрарки studia humanitatis були передусім засобом самопізнання. 
Сучасні науковці уточнюють тлумачення: Пауль Крістеллер розуміє ренесансний гуманізм як «професійну сферу» діяльності приблизно між 1280–1600 роками, яка полягала в заняттях та викладанні відомого набору дисциплін (граматика, риторика, поезія, історія та моральна філософія, включаючи політичну філософію) на основі класичної греко-латинської освіченості. Таким чином, як зазначає Баткін, згадані межі гуманізму не збігаються зі середньовічним квадривіумом, відрізняються від традиційної номенклатури вільних мистецтв і показують серйозний розрив між гуманізмом та тодішньою університетською освітою (за рамками раннього гуманізму залишаються юриспруденція, медицина, природознавство, логіка, богослів'я, філософія в розумінні натурфілософії). 
Е. Гарен тлумачить ренесансний гуманізм як нове світобачення, яке привело до всебічної зміни культури та стало важливим етапом в історії та філософії, й усього мислення загалом. Центром інтересів гуманістів була «словесність»  — філологія та риторика, в центрі філософії було Слово, панував культ прекрасної та чистої класичної мови. Слово ототожнювалося зі Знанням та Чеснотою, воно розумілося як втілення універсальної та божественної людської природи, як її гармонійний етос  та інструмент практичної діяльності людини в колі друзів, родини та рідної громади (ідеал homo civilis). 
Гуманістична «словесність» дозволила виробити новий світогляд, перейнятий критицизмом, світськістю, протиставленням себе до тем та методів середньовічної схоластики й до того ж уможливила вперше усвідомити історичну дистанцію щодо античності. 

## Спосіб життя та ідеали гуманістів
Гуманістичні заняття, як правило, залишалися приватною справою гуманістів, їхнім захопленням, не будучи професією, хоча вони й приносили репутацію, а отже й подарунки від меценатів.

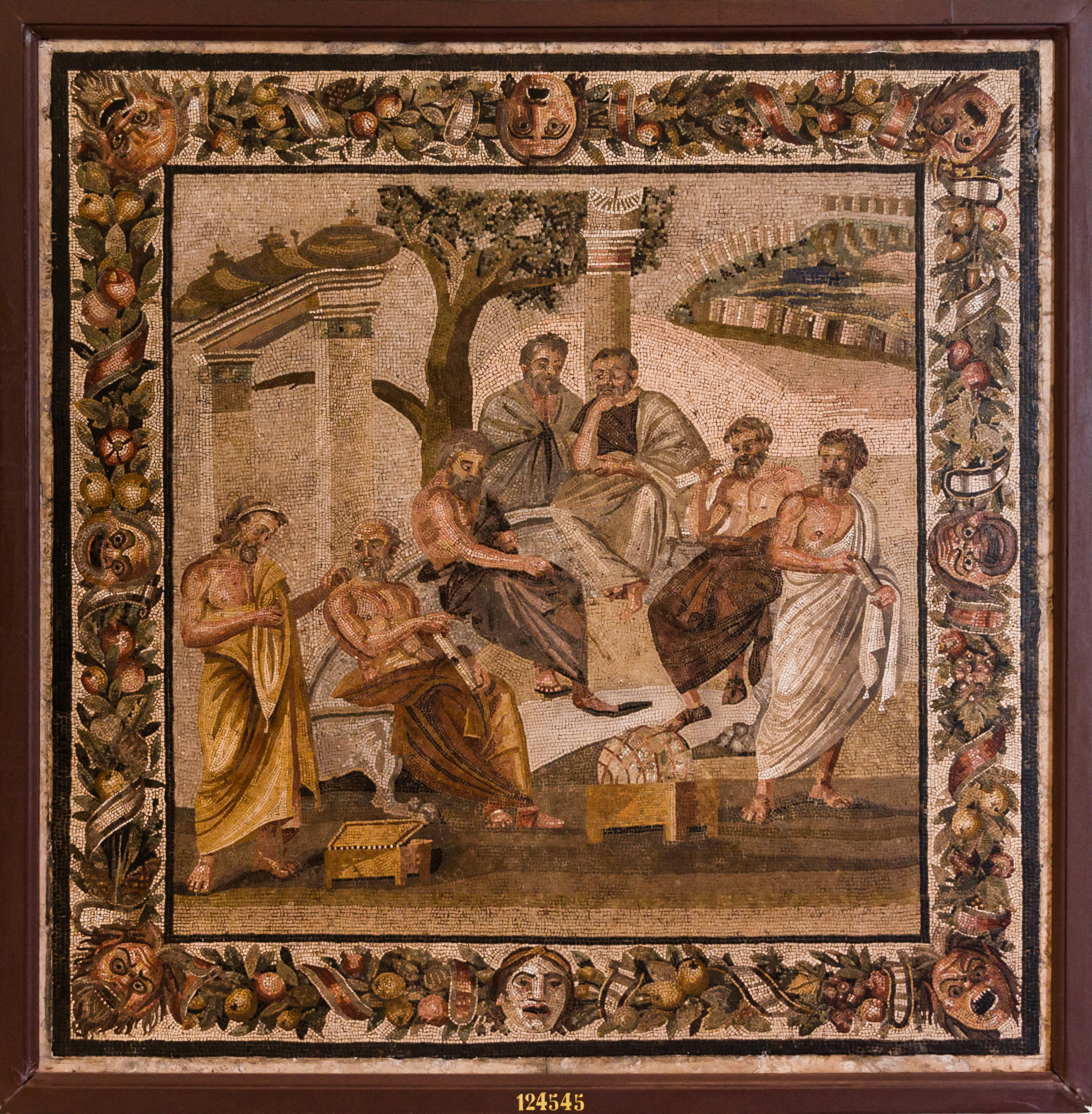
Платонова академія (давньоримська мозаїка, Помпеї)

Ренесансні гуманісти становили собою неформальну групу однодумців, яких вирізняв серед інших внутрішній зміст, а не офіційний рід діяльності. Гуманістами ставали представники цілком різних верств, станів та професій. Хоча деякі з гуманістів були членами старих цехів і корпорацій, те, що їх об'єднувало, не мало до цього стосунку: «місцем їхніх зустрічей служили заміська вілла, монастирська бібліотека, книжкова крамниця, палац правителя або просто приватний будинок, де можна було затишно порозмовляти, погортати рукописи, порозглядати античні медалі. Наслідуючи інтелектуалів античності, вони почали називати свої гуртки академіями». (Див., наприклад, Неоплатонівська академія у Флоренції). Інші дослідники погоджуються з тим, що «поява тієї категорії осіб, яку згодом стали називати гуманістами, власне, поклала початок процесу виникнення в цю епоху світської інтелігенції». Об'єднувальною ознакою для гуртка гуманістів служила виключно духовна спільність, що залишалася при цьому занадто широкою та ефемерною, недоступною для матеріального закріплення; «Грань між гуманізмом як умонастроєм і як діяльністю умовна». П'єтро Паоло Верджеріо вказує, що гуманізм — це не фах, а покликання, і викриває людей, які звернулися до літературної справи заради грошей та почестей, а не заради вченості й плекання чесноти.
Важливою складовою studia humanitatis в уявленнях гуманістичного середовища було «дозвілля» (otium, ozio), заповнене високими заняттями, солодке та втішне, яке завжди протиставляється службі та різним діловим обов'язкам (negotium, ufficio). Свобода розпоряджатися своїм часом та собою — попередня умова для того, щоб стати гуманістом. Лоренцо Валла перераховує п'ять важливих умов, необхідних для вчених занять: 
- «Спілкування з освіченими людьми» (litteratorum consuetudo)
- «Достаток книг»
- «Зручне місце»
- «Вільний час» (temporis otium)
- «Душевний спокій» (animi vacuitas), особлива «порожнеча, незаповненість, вивільненість душі», що робить її готовою до наповнення вченістю та мудрістю.

Гуманісти відроджують філософію епікуреїзму, яка пропагує насолоду — але в першу чергу духовну, а не чуттєву  (Косма Раймонді, «Захист Епікура», кінець 1420-х; Лоренцо Валла, діалог  «Про насолоду (Про істинне та фальшиве благо)», 1433). Типова ідея Відродження — questa dolcezza del vivere («ця солодкість життя»). 
Водночас існувала концепція про тісний зв'язок ідеалів життя споглядального (vita contemplativa) і життя активного (vita activa), причому останнє слід було спрямовувати на благо суспільства. Гуманісти-науковці відчували себе педагогами (П'єтро Паоло Верджеріо, Гуаріно Веронезе, Вітторіно да Фельтре) та вважали своїм головним завданням виховувати досконалу людину, яка завдяки гуманітарній освіті зможе стати ідеальним громадянином. Науки вивчаються для того, щоб зробити людей вільними. Наприкінці XIV —  на початку XV століть Колуччо Салютаті та Леонардо Бруні висунули новий ідеал громадянського життя (vita civile), що був близький флорентійцям і за яким класична освіченість ставала невіддільною від активної політичної діяльності на благо республіки — див. Громадянський гуманізм. Північноіталійські гуманісти, які жили в монархіях, виховання громадянина насамперед асоціювали з ідеалом досконалого правителя, водночас вони виробляють ідеал слухняного йому придворного. 

### Новий ідеал людини
У гуманістичному середовищі виник новий ідеал особистості, породжений світськими та класичними прагненнями цього світогляду. Згаданий ідеал було розвинуто в гуманістичній літературі. 
Головним принципом всієї гуманістичної етики Ренесансу було вчення про високе призначення людини, про її гідність — dignitas. Гуманісти вважали, що людина, наділена розумом та безсмертною душею, володіє чеснотами та безмежними творчими можливостями, вільна у своїх вчинках та помислах, поставлена в центр світобудови самою природою. Це вчення ґрунтувалося на поглядах античної філософії, а також частково на середньовічній теологічній доктрині про те, що людина була створена за образом та подобою Бога. (Власне ж гуманістичне вчення було спрямоване проти християнського аскетизму з його фіксованим місцем людини в ієрархії). Одним із античних джерел цієї ідеї був діалог Цицерона «Про закони». 
Леон-Баттіста Альберті пише: 

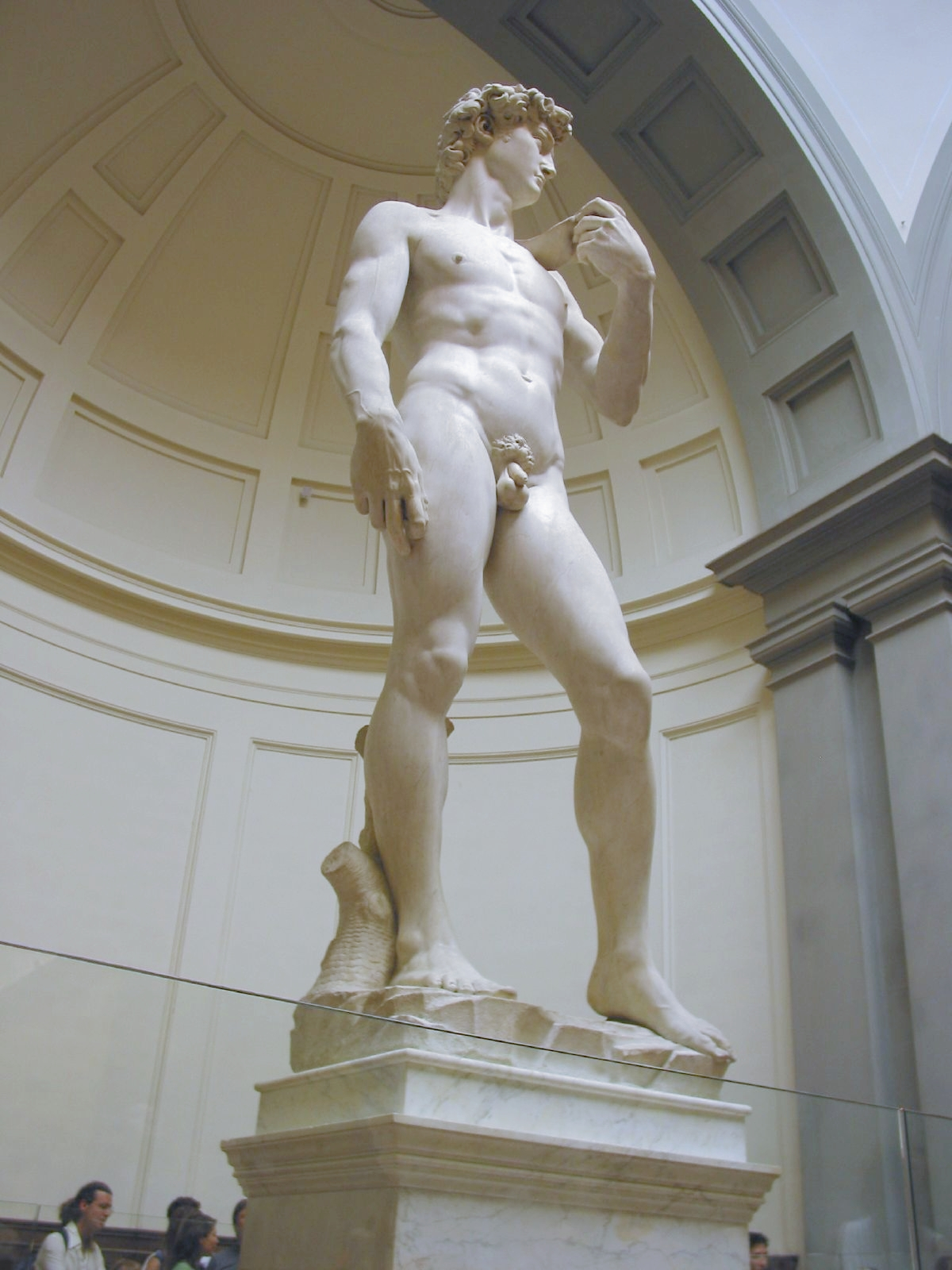
Мікеланджело Буонарроті. «Давид»

«Природа, тобто Бог, вклала в людину елемент небесний та божественний, незрівнянно прекрасний та благородний, ніж будь-що смертне. Вона дала їй талант, здатність до навчання, розум — властивості божественні, завдяки яким людина може досліджувати, розрізняти та пізнавати, чого треба уникати та чому слідувати для того, щоб зберегти саму себе. До цих великих та безцінних дарів Бог вклав ще в душу людини поміркованість, стриманість проти пристрастей та надмірних бажань, а також сором, скромність та прагнення заслужити похвалу. Крім того, Бог запровадив в людей потребу в твердому взаємному зв'язку, яка підтримує співжиття, правосуддя, справедливість, щедрість та любов, а всім цим людина може заслужити у людей подяку та похвалу, а у свого Творця — благовоління та милосердя. Бог вклав ще в груди людини здатність витримувати будь-яку працю, кожне нещастя, кожен удар долі, долати всілякі труднощі, перемагати скорботу, не боятися смерті. Він дав людині міць, стійкість, твердість, силу, презирство до нікчемних дрібниць… Тому будь переконаний, що людина народжується не для того, щоб скніти в сумному існуванні в бездіяльності, але щоб працювати над великою та грандіозною справою. Цим вона може, по-перше, догодити Богові та вшанувати Його і, по-друге, набути для самої себе найдосконаліших чеснот та повного щастя».

Роздуми на цю тему були улюбленим предметом гуманістів (Петрарка; Альберті, трактат «Про родину», 1433-43, 41; Джанноццо Манетті, трактат «Про гідність та перевагу людини», 1451-52; Марсіліо Фічіно; Піко делла Мірандола, «Промова про гідність людини», 1486). 
Усі їхні міркування були пройняті однією головною ідеєю — схилянням перед розумом та його творчою міццю. Розум — це безцінний дар природи, який відрізняє людину від усього сущого, робить її богоподібною. Для гуманіста мудрість була вищим благом, доступним людям, і тому своїм найважливішим завданням вони вважали пропаганду класичної літератури. В мудрості та пізнанні, вірили вони, людина знаходить справжнє щастя — і в цьому полягала її справжня шляхетність. 
На відміну від середньовічного та феодального ідеалу особистості (релігійного та станового), новий, гуманістичний ідеал мав чітко виражену світську та соціальну орієнтацію. Гуманісти, спираючись на спадок античності, відкидають значення походження в оцінці гідності людини, яке тепер залежить від її індивідуальних якостей. 

### Гуманістична шляхетність

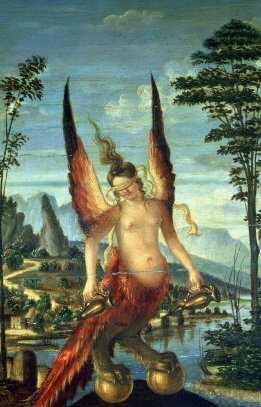
Андреа Превіталі. «Алегорія Фортуни», 1490

Шляхетність (італ. virtú, лат. virtus) була головною визначальною категорією гуманістичного ідеалу особистості. Людина, наділена такою шляхетністю, називалася uomo virtuoso. Але це поняття, що традиційно перекладається українською як чеснота, шляхетність, було ще ширше: воно охоплювало ціле коло моральних норм та уявлень, до того ж протягом XV століття набувало нових відтінків. На відміну від християнства, для якого чесноти були теологічними (віра, надія, милосердя), гуманісти спиралися на засади античної етики (стоїки, Аристотель, Цицерон). 

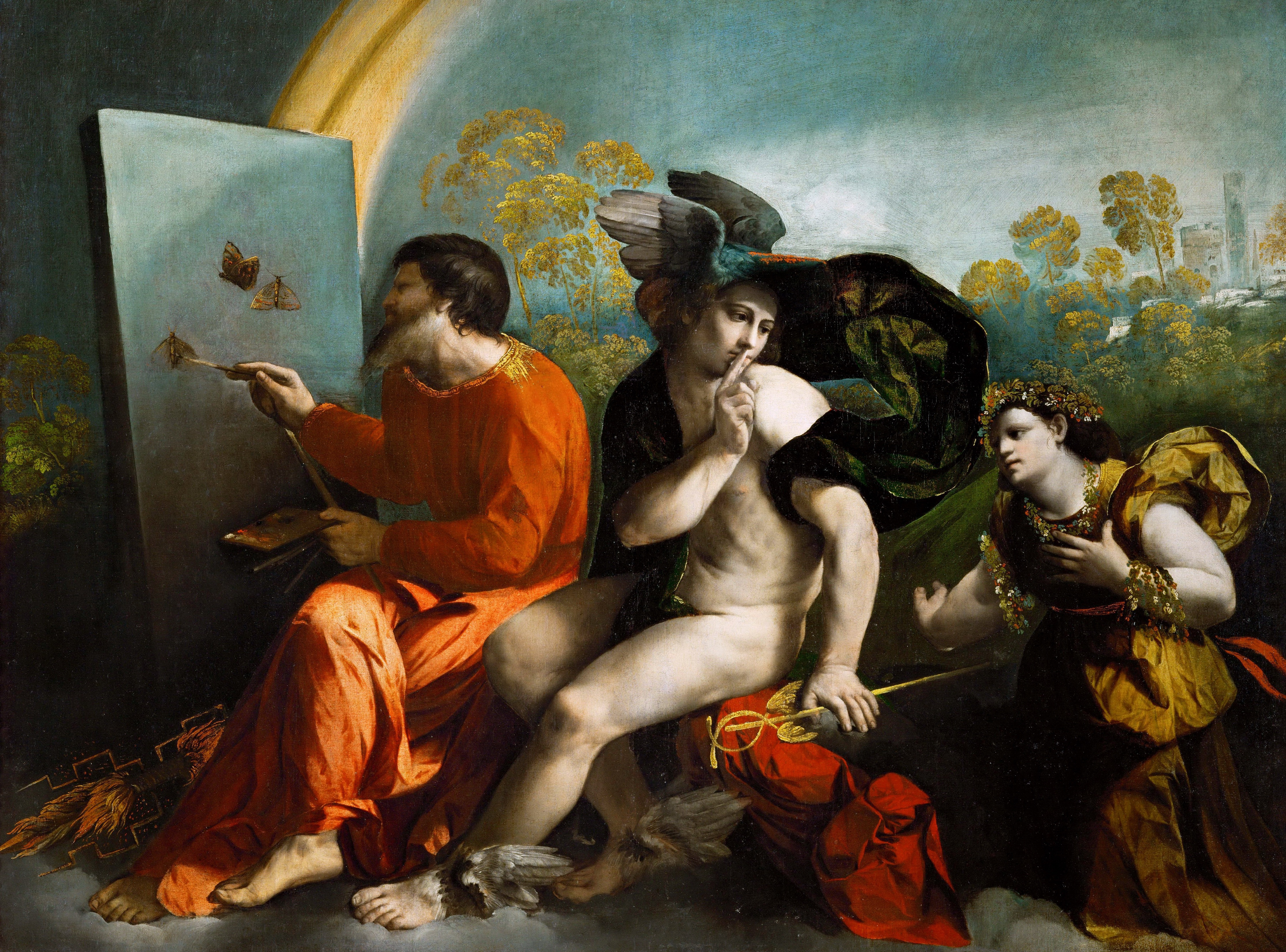
Доссо Доссі. «Юпітер, Меркурій та Доброчесність»

У «Нікомаховій етиці» Аристотель розвинув думку, яку згодом повторив Цицерон, про те, що чесноти поділяються на два роди: 
- моральні (мужність, щедрість, великодушність, справедливість, дружність)
- розумові (мудрість, розсудливість, здатність до науки та мистецтва)

За Аристотелем чесноти розуміються як розумне самообмеження пристрастей та потреб, як гармонія людського буття. Натомість Цицерон сформулював думку про те, що шляхетність — то вроджена властивість людини, яку та вдосконалює у своїх життєвих справах, бо людина, мовляв, «не що інше, як природа, що досягла, досконалості та була доведена до свого вищого ступеня». 
Для всіх гуманістів першої половини XV століття virtú була універсальною категорією, яка визначала найважливіші властивості людської особистості, характер та спосіб життя. Спочатку ідеал uomo virtuoso відрізнявся сильними рисами релігійно-морального стоїцизму, але потім він був пом'якшений ідеями про неподільності душі й тіла, потреб духовних та земних, життя споглядального та активного. Для ранніх гуманістів досконала людина — uomo completo утворюється через залучення до studia humanitatis. 
Саме розум скеровує людину до істинної шляхетності та мудрості. Перший обов'язок людини — розвиток розуму шляхом невтомного пізнання та корисної діяльності. 
 
Інші ознаки virtú, крім розуму — розсудливість, поміркованість, мужність, стійкість, терпіння, гуманність, щедрість, великодушність, скромність, сором'язливість, співчуття. Крім того, ідеальна людина — не тільки мудра та щаслива, але і діяльна. Альберті пише: 
 
Образ людини — індивідуальне втілення шляхетної та доброчесної особистості, втілився в ідеалі досконалої людини (uomo universale). Людина буде відчувати себе «мірою всіх речей» та гордо усвідомлювати свою перевагу над світом, високу гармонію свого фізичного та духовного буття. 

### Інші тези
З інших понять, важливих для світогляду гуманістів, слід відзначити: 
- уявлення про співвідношення вільної волі з поняттям фортуни. На відміну від фатуму, що виражає владу над людиною якихось позаземних сил, фортуна означає соціальну необхідність, тиск обставин. «І ось відносно фортуни, наскільки б не була вона наказовою в безлічі випадків, з найбільшою силою все ж проявляє себе свобода людської волі. Якщо перед обличчям фатуму свобода людської волі залишається надприродною таємницею Бога, то щодо фортуни вона в принципі в руках самої людини. Звідси дружне проголошення свободи людської волі усіма гуманістами розглянутої епохи, починаючи з Данте»[12]. Девізом людини Відродження було — Virtú vince fortuna (Шляхетність перемагає Фортуну), тобто людина своїми достоїнствами може здолати долю.
- проголошення принципової доброти людської природи і, що ще важливіше, принципової рівності всіх людей, незалежно від їхнього народження, від їхньої приналежності до того чи іншого стану.
- наголошення на органічній необхідності суспільства, соціальності для гармонійного розвитку та існування людської особистості.

## Навички, знання та переконання гуманістів

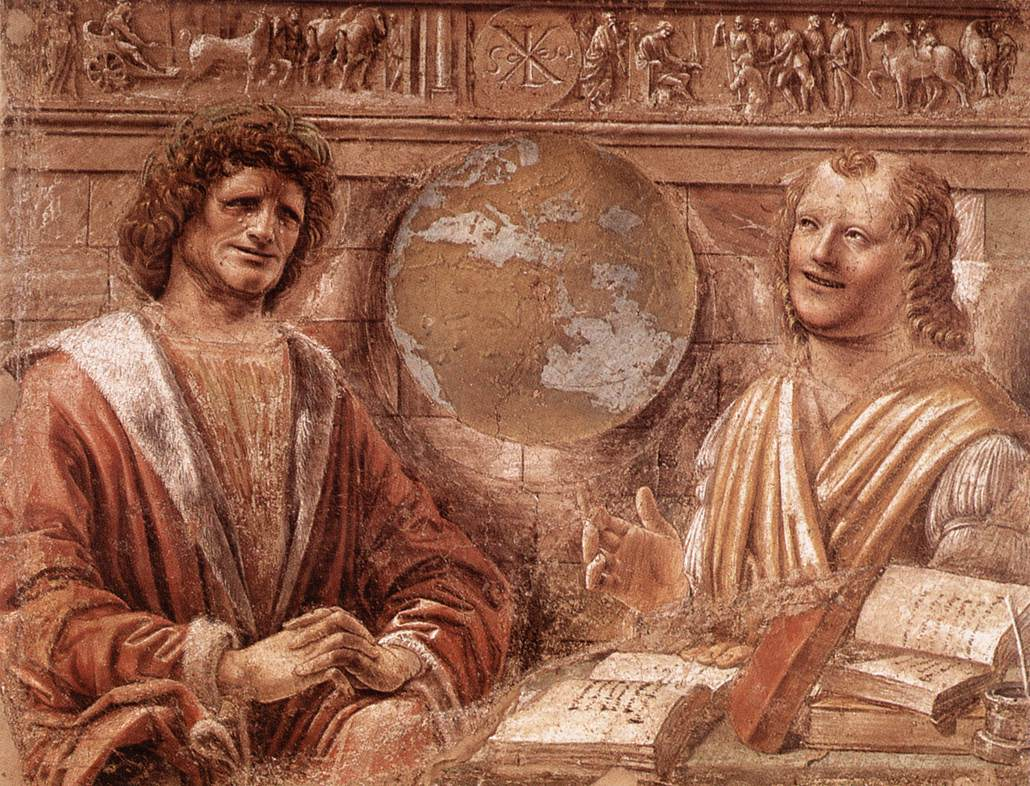
«Геракліт плаче, а Демокрит сміється» (фреска роботи Донато Браманте)

Гуманісти не були вузькими спеціалістами, а були фахівцями з культури взагалі. «Вони — носії нової шляхетності (nobilitas), що ототожнюється з особистою доблестю та знанням». Основним інструментом гуманіста була філологія. Бездоганне знання латинської та грецької мов, особливо майстерне володіння класичною латиною було необхідною вимогою до репутації гуманіста, вкрай бажаним було володіння усною латинською мовою. Також був необхідний чіткий почерк та неймовірна пам'ять. У своїх студіях гуманісти цікавилися такими предметами — граматика, риторика, етика, історія та поезія тощо. Гуманісти відмовляються від середньовічних художніх форм, воскрешаючи нові — вірші, епістолярний жанр, художню літературу, філософські трактати (на противагу схоластичному псевдознанню, що збиралося в різних енциклопедіях типу Summa). 
|  | Не volgare, а класична латинська мова була в руках гуманістів ключем до Відродження. Досконале володіння «обома мовами» (тобто латинською та грецькою) вело до світу справжньої античної думки. Менш за все ці люди були пуристами заради пуризму. Латина об'єднувала освічену Європу не тільки в просторі, але і в часі. Писати чистою мовою Цицерона та Квінтіліана значило включати написане у велику історичну традицію, в безперервний культурний ряд, наділяти свою працю в бронзу та мармур, долучати до вічності . |

Велике значення відігравала найвища репутація гуманізму. Характерною рисою епохи Відродження став високий соціальний престиж гуманістичних знань та талантів, культ культури, хороша латинська була необхідністю політики. У перші десятиліття XV століття захват перед гуманістичною вченістю стане звичною рисою суспільного побуту.

### Ставлення до античності
Гуманісти звертали пильну увагу на вивчення первинних джерел, а не на тлумачення їх іншими. Крім того, глибоку відразу викликала в них варварська латина, якою говорили в церкві та в університетах. Побічним наслідком цієї тези стало відкриття багатьох раніше загублених класичних текстів, пошуки в монастирських бібліотеках латинських та грецьких рукописів, експедиції за стародавніми книгами. 

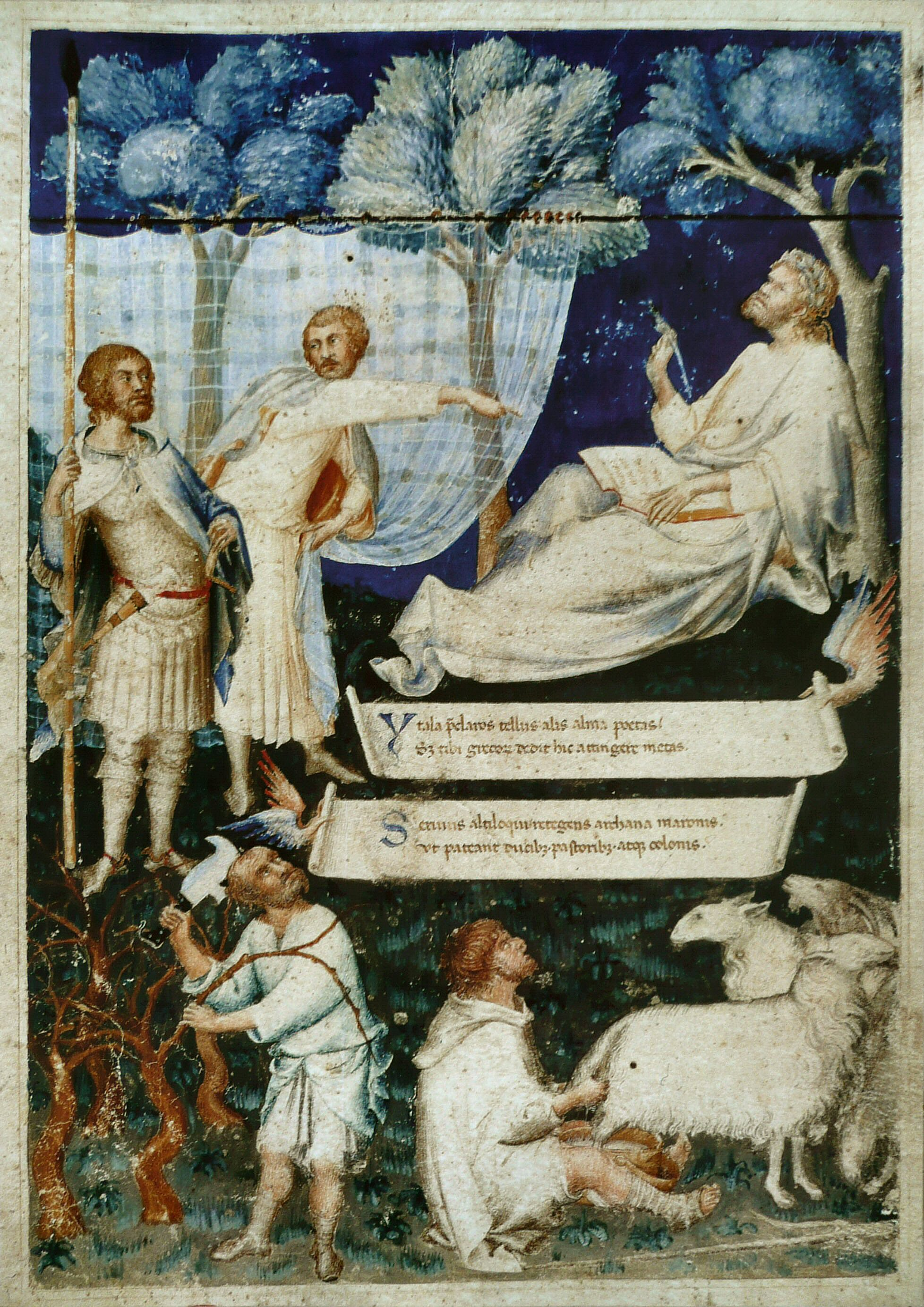
Сімоне Мартіні. Ілюстрація до Вергілія, XIV століття

Інтерес до античності стає визначальною думкою ренесансного гуманізму: «саме в ній їм бачиться ідеал, який потрібно відроджувати. Середні століття для гуманістів представляються якимось „темним царством“, яке настало після античної культури. На думку гуманістів, саме в наслідуванні античної культури, у відродженні античного світобачення полягає завдання істинних філософів. Для цього вони перекладають із давньогрецької на латину та сучасні мови практично всі старогрецькі твори; і все, що ми зараз знаємо про Стародавню Грецію, за небагатьма винятками, відкрито саме в епоху Відродження. Ці праці не просто перекладаються, а коментуються, причому коментарі пишуться не з богословського погляду, а є текстологічними, філологічними, тож водночас виникають багато нових наук, зокрема — філологія в її сучасному розумінні. Це коментування було вільним від будь-якого догматичного уявлення, і відкритість, свобода також характеризували гуманістів». 
Загальна риса світогляду ранніх гуманістів, яка випливала з властивого їм прагнення максимально відродити ідеї та дух античної культури, зберігаючи при цьому й весь головний зміст християнського віровчення, полягала в його поганізації, тобто насиченні античними, «язичницькими» морально-філософськими ідеями. Наприклад, Пій II, один із гуманістів цієї епохи, писав, що «християнство — не що інше, як новий, повніший виклад вчення про вище благо мислителів античності» — і, що характерно, Пікколоміні стане папою Пієм II. 
Будь-які міркування гуманістів підкріплювалися прикладами з античної історії. Вони любили порівнювати сучасників з видатними «мужами давнини» (uomini illustri): флорентійці захоплювалися філософами і політиками республіканського Риму, а феодальні кола — полководцями та цезарями. При цьому звернення до античності не сприймалося як воскресіння мертвого, а радше як горде самовідчуття себе прямими нащадками та продовжувачами традицій: «напівзабуті скарби мистецтва та літератури давнини виносять із радістю на світло, як коштовну, давно загублену колишню власність». 

### Ставлення до християнства
Гуманісти ніколи не протиставляли себе релігії. Протиставляючи себе схоластичному філософуванню, вони вважали, що відроджують справжню Церкву та віру в Бога, при цьому вони не вбачали жодного протиріччя в поєднанні християнства з античною філософією. 

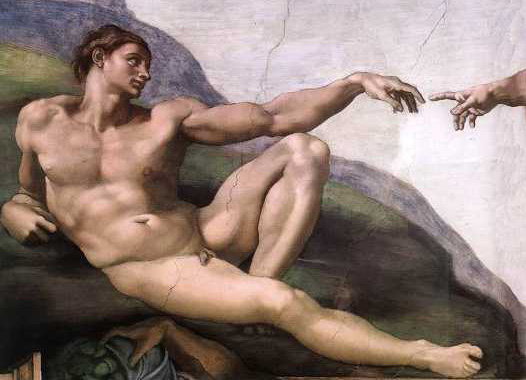
Мікеланджело Буонарроті. «Створення Адама» (Сикстинська капела)

«Вихваляючи розум людини, гуманісти бачили в розумній людській природі образ Божий, те, чим Бог наділив людину, щоб людина удосконалювала й поліпшувала своє земне життя. Як розумна істота, людина є творцем і саме цим подібна до Бога. Тому обов'язок людини — брати участь у світі, а не йти від нього, покращувати світ, а не аскетично відсторонено дивитися на нього як на щось непотрібне для порятунку. Людина та світ прекрасні, бо створені Богом, і завдання людини — покращувати світ, роблячи його ще прекраснішим, в цьому людина є соратником Бога». Так, гуманісти полемізують із написаним папою Інокентієм III твором «Про презирство до світу, або Про нікчемність людського життя», де принижується тіло та вихваляється дух, і прагнуть реабілітувати тілесне начало в людині (Джаноццо Манетті): Прекрасний увесь світ, створений Богом для людини, але вершиною його творіння є тільки людина, тіло якої багатократно перевершує всі інші тіла. Які дивовижні, наприклад, її руки, ці «живі знаряддя», здатні до будь-якої роботи! Людина — це розумна, завбачлива та дуже прониклива тварина (…animal rationale, providum et saga…), вона відрізняється від тварини тим, що, якщо кожна тварина здатна до якогось одного заняття, то людина може займатися будь-яким із них. Духовно-тілесна людина настільки прекрасна, що вона, як творіння Бога, водночас служить основною моделлю, за якою вже стародавні язичники, а за ними й християни зображують своїх богів, що сприяє пошануванню Бога, особливо серед грубих та неосвічених людей. Бог — творець усього сущого, тоді як людина — творець великого та прекрасного царства культури, матеріальної і духовної. 

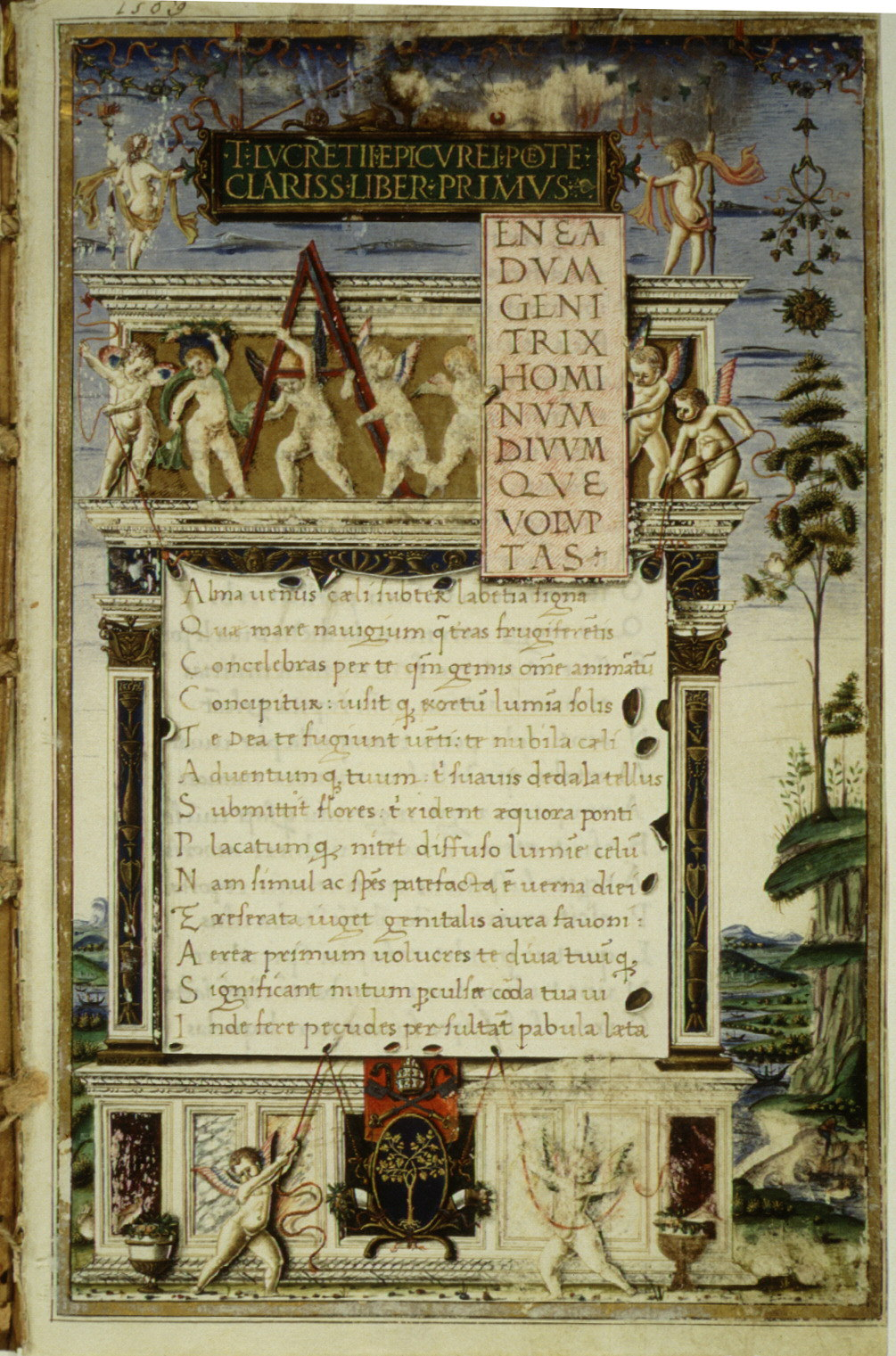
Сторінка з манускрипту латинського автора Лукреція, копія 1483 року

Водночас стосовно кліру гуманісти відчували негативніші емоції: «ослаблення зв'язків гуманістів з Церквою, адже багато з них жили на доходи від їхньої професійної діяльності (як і заможних людей, не залежних від Церкви), посилювало їхню неприязнь до офіційної вченості, просоченої церковно-схоластичним духом. У багатьох із них така неприязнь переростала в різко критичне ставлення до всієї системи цієї вченості, до її теоретичних і філософських засад, до авторитарності, поза якою і без якої ця вченість не могла існувати. Важливо також нагадати, що гуманістичний рух почався в Італії в епоху занепаду морально-політичного авторитету папства, пов'язаного з подіями його Авіньйонського полону (1309–1375), доволі частими розколами Католицької Церкви, коли на противагу законним папам з'являлися антипапи та коли на церковних соборах оскаржувалося верховенство пап у житті церкви (…) Відродження цієї [класичної латинської] мови було формою критики щодо панування церковно-схоластичної вченості та релігійної практики, що оперувала» зіпсованою, «маловиразною латиною, далекою від давньоримських класичних зразків». З'являються критичні дослідження історії католицької церкви («Про фальшивість Константинового дару»). 

### Гуманістична теорія мистецтва
Важливим теоретиком та практиком, що працював над цією темою, був Леон Баттіста Альберті. Рання гуманістична естетика спиралася на ідею, запозичену з античності, про здатність мистецтва до наслідування. «Наслідування натури» (imitatio, imitazione) — не просте копіювання, а творчий акт зі свідомим відбором найдосконалішого. Поширилася також ідея «мистецтва» (як ремесла) разом із талантом, генієм (індивідуальна інтерпретація художником) — ars et ingenium, як формула естетичної оцінки твору мистецтва. Набуло поширення поняття «схожість» (similitudo) — як пряма подібність, що стала необхідною умовою для портрету. 

## Жанри творчості гуманістів

### Епістоли
Листи (епістоли) були одним із найпоширеніших жанрів творчості гуманістів. Вони користувалися листами не для обміну злободенною та особистою інформацією, а для загальних міркувань та стилістичних вправ за Цицероновим зразком. Епістоли часто посилали не лише адресатові, але і його друзям, які, у свою чергу, знімали з неї копії, тож врешті послання розходилося в багатьох примірниках. Власне, це був не «лист» в сучасному розумінні, а твір особливого літературного жанру, який певною мірою був провісником журналістики. З часів Петрарки листи гуманістів насамперед призначалися для опублікування. 
Для стилю таких листів властиві урочистість та публічність. Як відзначають дослідники, можливо «жоден інший вид джерел так виразно не показує штучність, вигаданість, стилізованість життя і спілкування гуманістів як їхні епістоли». Характерні піджанри епістол: 
- consolatoriae  — «втіха» (втішний лист),
- hortatoriae — «натхнене звернення».

Накопичивши достатню кількість епістол, автори укладали з них збірники, які включали в прижиттєві зібрання творів. Так учинив, наприклад, Петрарка, з якого всі брали приклад. Петрарка переробляв та редагував свої «Листи до близьких» заднім числом (перші дві книги цих «Листів» датовані 1330-40 роками, але насправді були написані заново близько у 1351-40 роках, які перероблялися й правилися до 1366 року). Деякі з цих листів навіть адресовані давно померлим Цицеронові або Сенеці, що дозволяло автору висловити свою позицію з різних приводів. 

### Промови
Інший улюблений жанр гуманістів — промови, які нерідко справді проголошувалися з різних урочистих приводів, але насамперед, як і епістоли, вони були призначені для друкування й поширення в письмовому вигляді. Як приклад гуманістичних промов можна згадати «Вступну промову до лекцій про вільні мистецтва Гаспаріно Барціцца з Бергамо», «Промову, яку склав Маттео Пальмієрі, гонфальоньєр компанії за наказом Синьйорії, в якій ректори та інші чільні посадовці закликаються керувати справедливо», або «Промову, виголошену Крістофоро Ландіно перед початком читання сонетів месера Франческо Петрарки в Студіо».

### Діалоги
Наслідуючи Платона, Цицерона та інших античних авторів гуманісти нерідко зверталися до жанру діалогу. Діалоги писалися найчастіше на певну філософську, етичну чи суспільну тему, в них презентувалися позиція гуманістів та спростовувалися можливі закиди. Так, наприклад, Поджо Браччоліні написав «Застольний диспут про жадібність, марнотратство, про брата Бернардино та інших проповідників», Аламанно Рінуччіні був автором «Діалогу про свободу», а Франческо Філельфо відомий своїми «Флорентійськийми бесідами про вигнання».

## Періоди ренесансного гуманізму
Історичним підґрунтям для формування гуманістичного руху (як і всього Відродження загалом) став розквіт міст, економічні та соціальні зрушення, зародження нової людини та потреба в її свідомому самоствердженні та вихованні. 

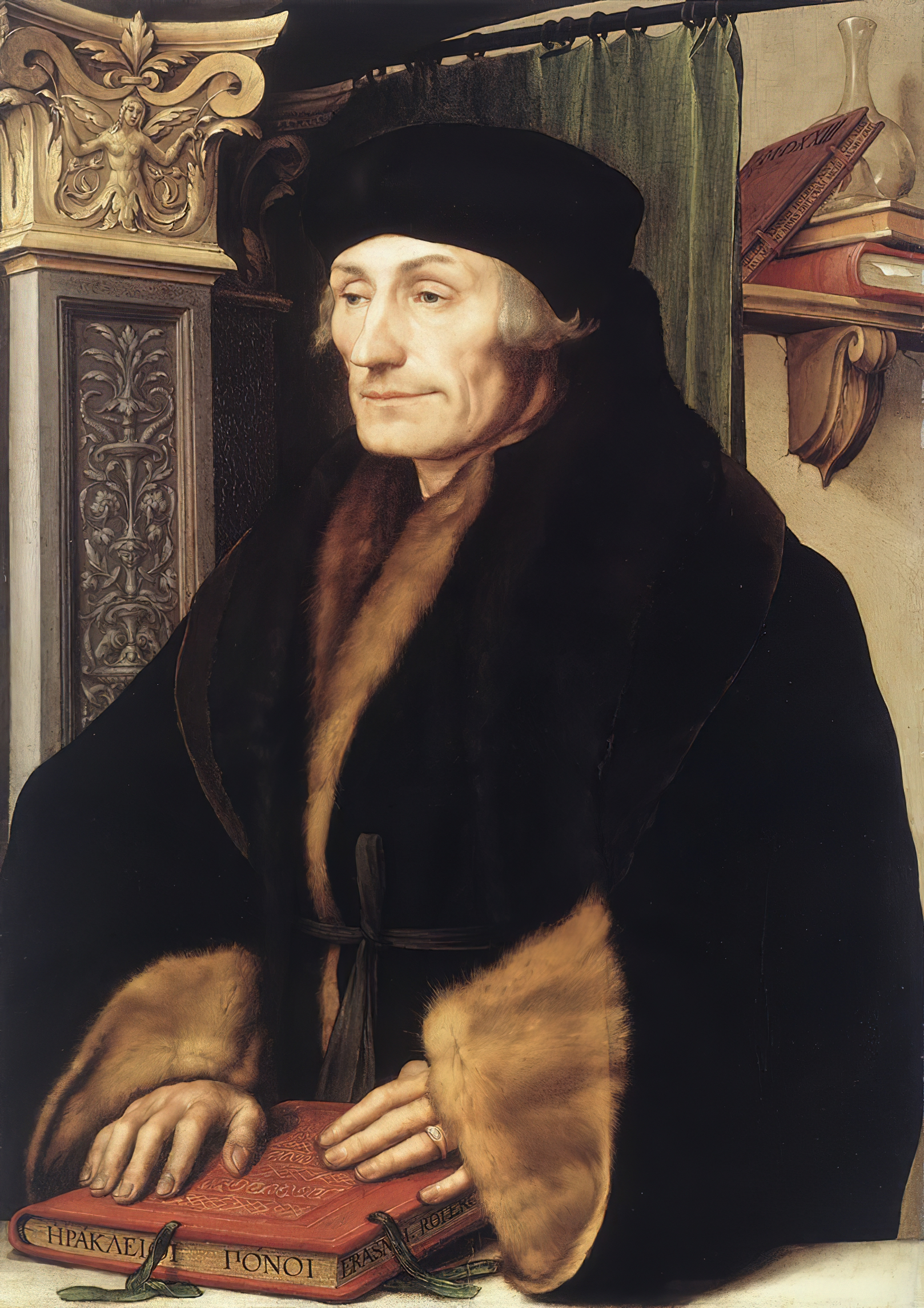
Ганс Гольбайн молодший. Портрет Еразма Роттердамського

Ренесансний гуманізм прийнято поділяти на такі періоди:
- Ранній, так званий етико-філологічний або громадянський гуманізм (Італія), що включає рамки від Салютаті до Лоренцо Валла та Леона Батіста Альберті (кінець XIV — середина XV століть). Виник у зв'язку з вивченням та викладанням риторики, граматики, поезії, історії та моральної філософії на основі класичної освіченості в противагу темам та методам середньовічної схоластики.
- З останньої третини XV століття в Італії гуманістичні інтереси трохи зміщуються в іншу сферу (богослів'я, натурфілософія, природознавство). Це означало розкріпачення традиційних сфер культури, але водночас призвело до втрати певних особливостей та досягнень раннього гуманізму, а також до складніших взаємодій із середньовічною спадщиною (флорентійський неоплатонізм Марсіліо Фічіно, неоарістотелізм П'єтро Помпонацці та інші).
- За межами Італії гуманізм переживає новий злет, вступивши в тісний зв'язок з конфліктами Реформації XVI століття та переплітаючись із проблемами культурного самовизначення європейських націй (північний гуманізм: Еразм Ротердамський, Томас Мор, Мішель де Монтень, Йоганнес Ройхлін).

## Гуманізм у країнах Європи

### Італія

Італія в період розквіту ренесансного гуманізму

Італія є колискою ренесансного гуманізму, звідки він поширився на інші країни Європи. Як інтелектуальна течія гуманізм сформувався в Італії в першій половині XIV століття. Кінцем епохи гуманізму вважають XVI століття, коли гуманістичні ідеї стали здаватися само собою зрозумілими. Важливою символічною цезурою (переломним моментом) — навіть для сучасників — було так зване Пограбування Рима в 1527 році. З цією подією добігає кінця історія ренесансного мистецтва та розквіт гуманізму епохи Відродження.

#### Протогуманізм
Не зовсім точним терміном «Протогуманізм» (Передгуманізм) позначають культурні процеси і явища XIII — початок XIV століття, які в певних аспектах підготували появу гуманістичних ідей, хоча самі носії цих ідей загалом належали до культури пізнього Середньовіччя. Оскільки ці ідеї не були визначальними у згаданий час, було б помилково говорити про «епоху протогуманізму», тут йдеться радше про окремі прояви гуманістичних ідей.
Так, наприклад, Данте Аліґ'єрі († 1321) не вважається ні гуманістом, ні протогуманістом, проте серед його сучасників були діячі, чий світогляд видається справді гуманістичним. Протогуманізм виник в Північній Італії. Його появі сприяло середньовічне Ars dictaminis, один з розділів риторики, що розвинувся ще в XII столітті й займався виробленням гарного прозового стилю в листуванні та офіційних грамотах. Вивчення мистецтва письма було особливо поширене в Північній Італії серед міщан й було важливою складовою світської освіти, на противагу духовній освіті, де увага зосереджувалася на риториці. Базою для розвитку мистецтва письма стали університети (насамперед Болонський університет і Падуанський університет) й особливо правничі факультети. Проте про протогуманізм можна вести мову лише з того часу, коли у колах стилістів, що викладали мистецтво письма, стали пропагувати так звані «язичницькі» тексти, всупереч спротиву Католицької Церкви. Чи не найпершими прихильниками язичницьких (тобто античних) авторів були падуанці Ловато де Ловаті (1241–1309) та Альбертіно Муссато (1261–1329), що вже аналізували ці тексти з філологічних позицій. Важливою була також роль поета й історика з Віченци Феррето де Ферреті († 1337), елегантний та ясний стиль якого, був вироблений під впливом Тита Лівія та Гая Саллюстія.

#### Початки гуманізму в Італії

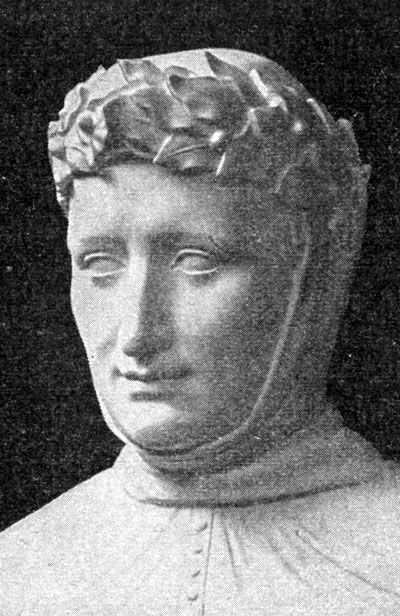
Петрарка

Власне гуманізм виник у першій половині XIV століття. Особливо велика роль тут належала Петрарці. На противагу до протогуманістів Франческо Петрарка займає різку й безкомпромісну позицію проти всієї схоластично-середньовічної системи тодішньої освіти. Він сподівається на прихід нового часу, що має продовжити перервані традиції античності як в культурному, так і в політичному плані. Саме тому Петрарка підтримав у 1347 році заколот Кола ді Рієнцо в Римі. Сам Кола ді Рієнцо був високоосвіченою людиною, знавцем римської античності, чудовим оратором, а отже ідеальним втіленням гуманістичних ідеалів. Політичні утопії Коли ді Рієнцо зазнали краху внаслідок невигідного для нього розподілу владних сил та браку відчуття реальності, проте самі ідеї гуманізму одержали потужний імпульс.
Велика популярність Петрарки пояснюється не лише тим, що він формулював і проголошував ідеали багатьох освічених сучасників, сам його спосіб життя був втіленням гуманістичних принципів. Він захоплювався давньоримською та давньогрецькою культурами, хоча знання давньогрецької мови, як і в багатьох інших гуманістів, у нього були доволі скромні.

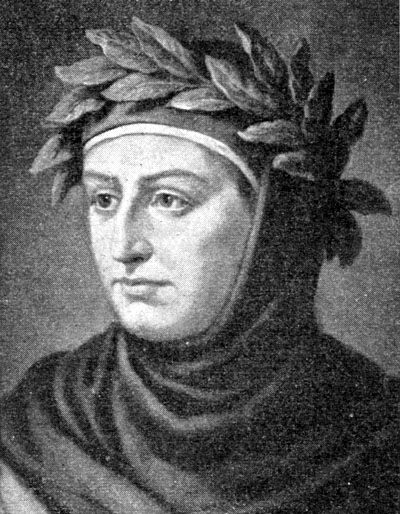
Джованні Боккаччо

Під великим впливом Петрарки формувався світогляд його молодшого сучасника Джованні Боккаччо. Як і Петрарка, Боккаччо займався пошуком ще невідомих текстів античних авторів. Його гуманістична позиція особливо яскраво проявилася у захисті мистецтва поезії. На його переконання, поезія займає не лише перше місце серед літературних жанрів, але й серед наук стоїть на одній з перших позицій, оскільки відіграє вирішальну роль в потягу людини до мудрості й чеснот. На думку Боккаччо, риторика й філософія поєднуються й досягають найвищого ступеня саме в поезії.

#### Розквіт гуманізму у Флоренції

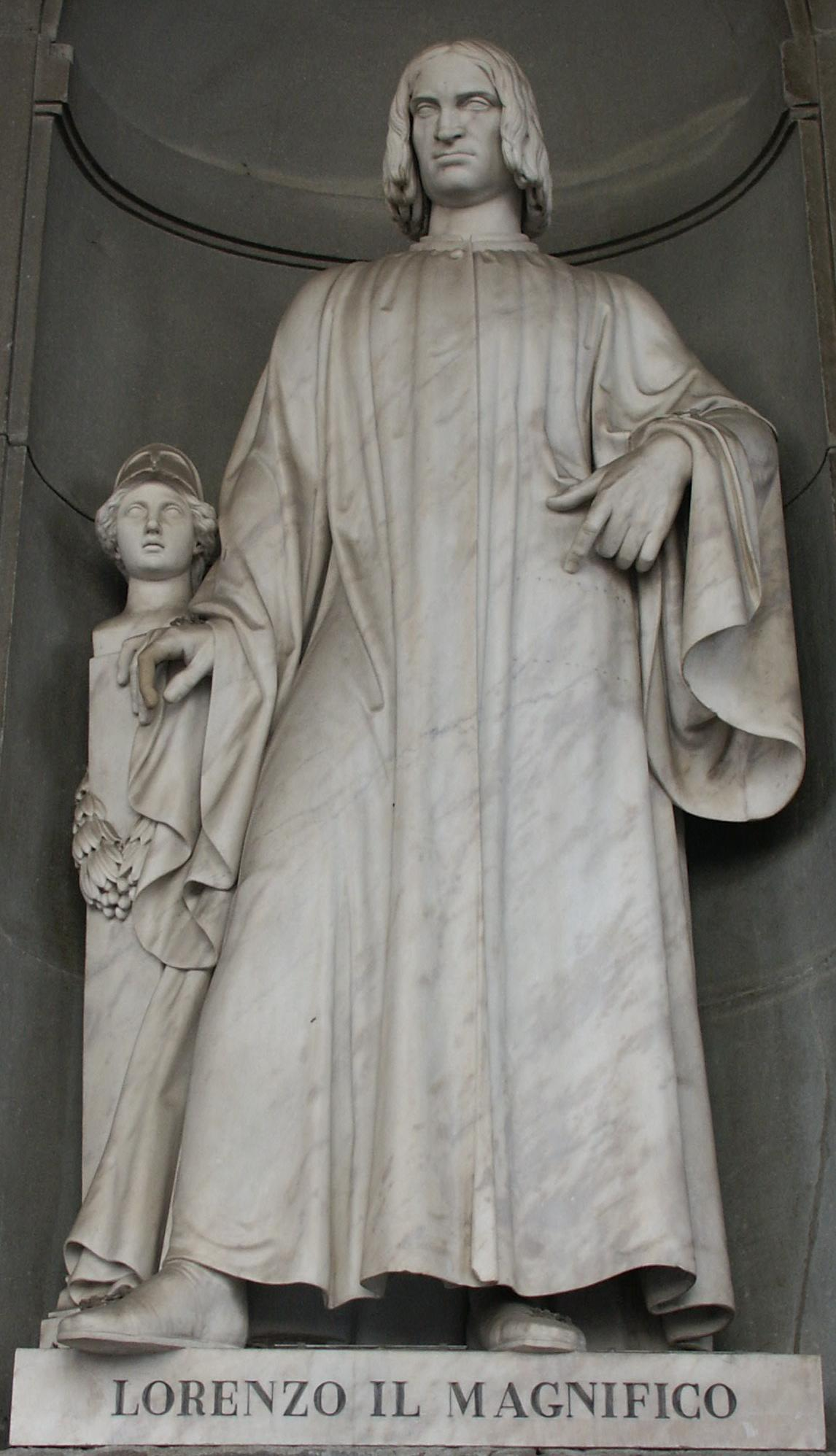
Статуя Лоренцо Медічі в Уффіці

Батьківщиною гуманізму вважається Флоренція, що на той час була одним з найважливіших міст Італії особливо у сфері культури й мистецтва. Гуманісти, що проживали або перебували на навчанні у Флоренції, поширили гуманістичні ідеї на інші міста Італії. Провідна роль Флоренції як центру гуманізму зберігалася до 90-х років XV століття. Проте у період 1494–1498 років тут панувала антигуманістична атмосфера, запроваджена Савонаролою.
Флоренція не мала першокласного університету, тож університетська схоластична традиція мала тут доволі слабкий вплив. Інтелектуальне спілкування відбувалося як правило у розкутій атмосфері приватних гуртків, що мали великий вплив на розвиток гуманістичної дискусійної культури. Одним з найвідоміших гуртків гуманістів у Флоренції була Неоплатонівська академія. Починаючи з Колюччо Салютаті (канцлер 1375–1406) посада канцлера перебувала в руках представників гуманізму.
Іншим важливим фактором розвитку гуманізму у Флоренції було домінантне становище родини Медічі (1434–1494). Козімо Медічі («il Vecchio», † 1464) та його внук Лоренцо («il Magnifico», † 1492) своєю меценатською діяльністю зробили великий внесок в розвиток мистецтв і наук. Лоренцо, який сам був талановитим поетом і прозаїком, був втіленням образу ідеального ренесансного мецената.
Важливим діячем гуманізму у Флоренції був філософ Марсіліо Фічіно (1433–1499), у філософській концепції якого поєдналися елементи неоплатонізму й католицизму. Фічіно займався перекладами на латинську мову творів Платона та його послідовників. До гуманістичного гуртка, що сформувався навколо Фічіно, входив також Джованні Піко делла Мірандола (1463–1494), що був обізнаний не лише з античністю, а й культурною спадщиною арабського світу та юдаїзму. Промова Піко «Про людську гідність», надрукована посмертно, є одним з найвідоміших текстів Ренесансу й вважається програмою ренесансної антропології. Піко виводив людську гідність зі свободи волі, яка, на його думку, є тією ознакою, що відрізняє людину від тварин.
Серед флорентійських гуманістів вирізнялися такі постаті, як: Нікколо Нікколі († 1437), пристрасний бібліофіл та дослідник давніх книг і рукописів; Леонардо Бруні, учень Салютаті й канцлер 1427–1444, автор «Історії Флоренції»; Амброджо Траверсарі (1386–1439), чернець і перекладач грецької літератури; його учень Джанноццо Манетті (1396–1459), перекладач з давньоєврейської; Анджело Поліціано (1454–1494), поет, що писав італійською, латинською й грецькою мовами. Іншими відомими гуманістами, що певний час жили у Флоренції, були: Франческо Філельфо, Поджо Браччоліні та Леон Баттіста Альберті. Веспасіано да Бістіччі (1421–1498) був першим великим книгарем у Флоренції. Завдяки його зусиллям було віднайдено багато давніх рукописів, а найняті нам десятки писарів зробили велику кількість каліграфічно виконаних копій для бібліотек гуманістів та аристократів. Бістіччі був також автором збірки життєписів видатних сучасників.

#### Рим

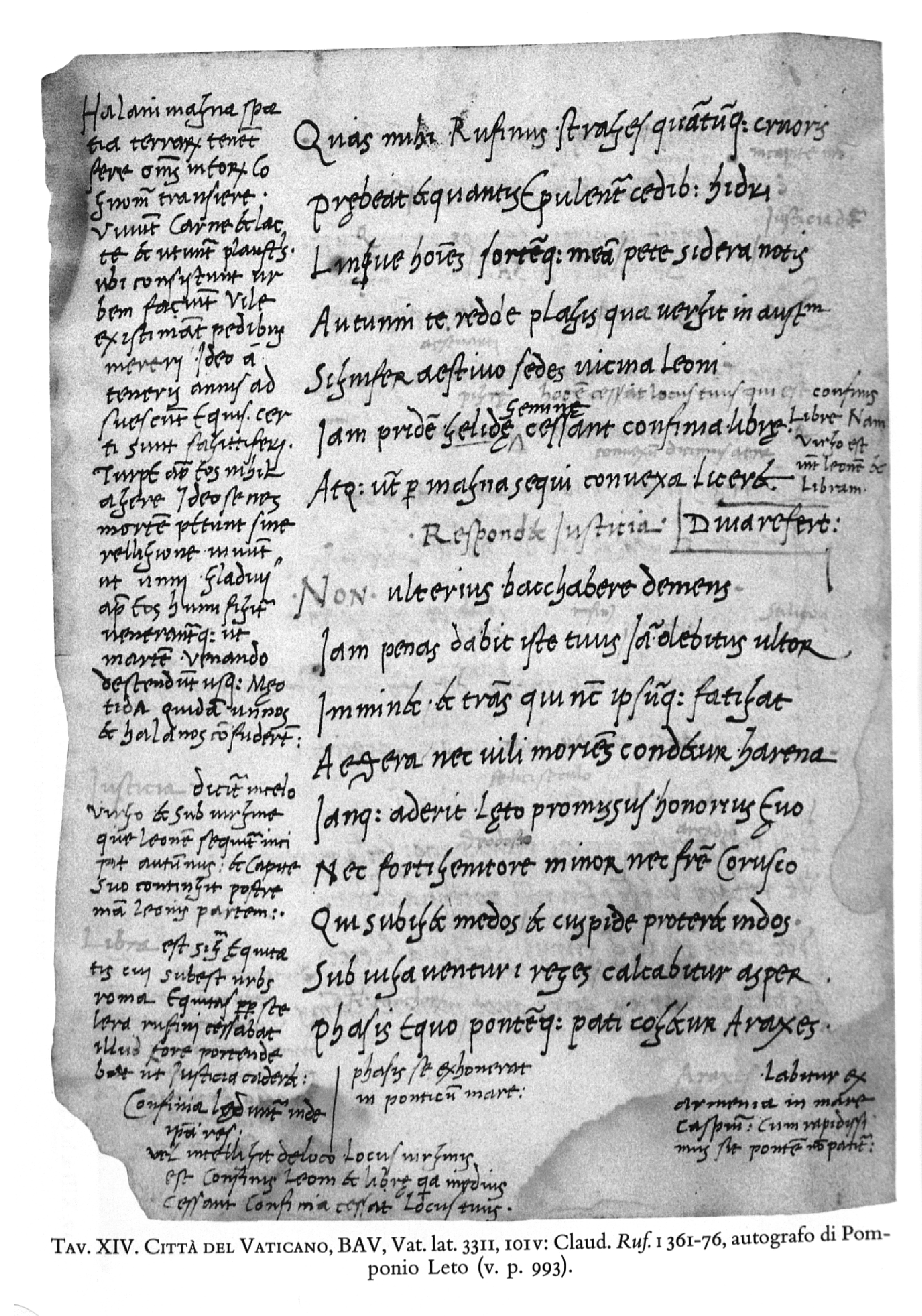
Сторінка рукопису Помпонія Лета (Клавдіан, In Rufinum з коментарем Помпонія)

Як центр гуманізму Рим поступався Флоренції, його розквіт спостерігається тут лише з середини XV століття. Більшість гуманістів Риму мали посади в папській курії, зокрема в папській канцелярії, деякі були секретарями кардиналів чи навіть секретарями папи. Велике значення для діяльності гуманістів у Римі мало ставлення до гуманізму Папи Римського.
Потужного імпульсу до розвитку гуманізму в Римі дала діяльність папи Миколая V (1447–1455), який запросив до папського двору багатьох видатних гуманістів, з його ініціативи було організовано переклад численних грецьких творів античності, завдяки його захопленню книжками було закладено основу нової Ватиканської бібліотеки. Пій II (Енеа Сільвіо де Пікколоміні, 1458–1464) до обрання папою заявив про себе як гуманіст, проте на найвищій католицькій посаді зробив для розвитку гуманізму доволі мало. Натомість особливо прихильними до гуманізму були папи Сікст IV (1471–1484), Юлій II (1503–1513) та Лев X (1513–1521). Проте вже за Лева X відчувалося наближення занепаду гуманістичного руху. Великим ударом по гуманізму було так зване Пограбування Рима (1527).
Провідними діячами римського гуманізму в XV столітті Поджо Браччоліні, Лоренцо Валла, Флавіо Бйондо та Помпоній Лет. Поджо Браччоліні († 1459) був видатним відкривачем нових античних рукописів. Він писав діалоги й різкі памфлети. Лоренцо Валла († 1457) перебував у ворожих стосунках з Поджо Браччоліні. Він був професором риторики й став відомий як засновник нової філологічної критики тексту. Неконвенційні погляди Валли та провокативність його тез нікого не залишали байдужим. Бйондо († 1463) досяг великих успіхів у галузі археології та історичної топографії Італії й, особливо, Риму. У своїх дослідженнях він звертався також і до середньовічної Італії та особливу увагу зосереджував на документуванні всіх залишків античності. 1464 року саме він був засновником найдавнішої римської академії «Accademia Romana». Одним з найвидатніших учнів Бйондо був дослідник Стародавнього Риму Андреа Фульвіо. 1468 року академія була тимчасово закрита, оскільки папа Павло II підозрював окремих гуманістів у змові проти нього. Така реакція папи у часи гуманізму була нетиповою, стосунки між курією та гуманістами загалом були цілком нормальними. Багато представників колегії кардиналів виступили на захист підозрюваних папою гуманістів.

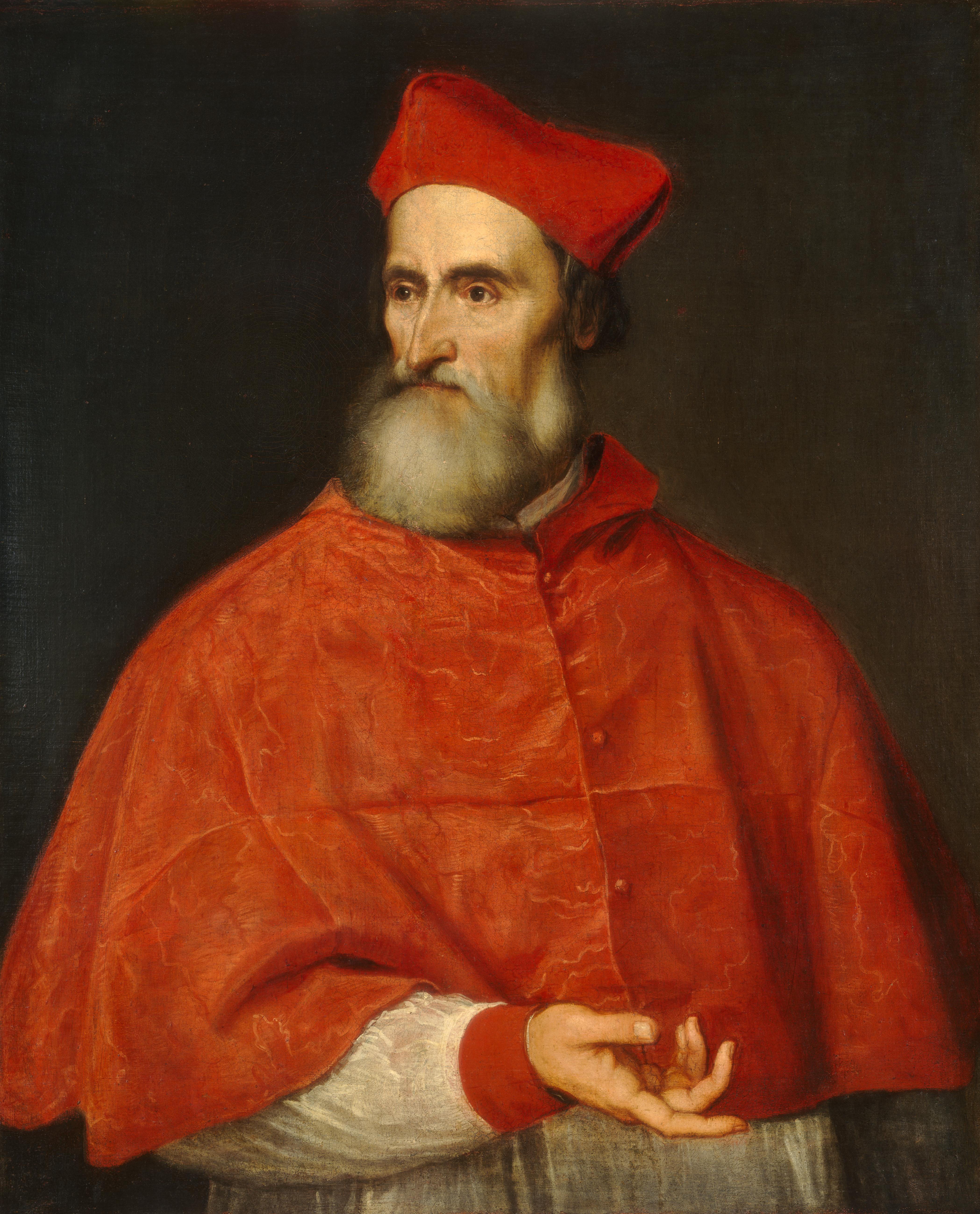
П'єтро Бембо, портрет Тіціана, 1539–1540, Національна галерея мистецтв, Вашингтон

Наприкінці XV — на початку XVI століття молодші представники гуманізму цікавилися насамперед творчістю Цицерона (цицероніанізм) та новолатинською літературою. У порівнянні з іншими центрами гуманізму захоплення спадщиною Цицерона було особливо великим саме в Римі. Цицероніанізм набув особливого розквіту завдяки діяльності таких гуманістів, як П'єтро Бембо († 1547) та Якопо Садолето († 1547), які на посаді секретарів папи Лева X мали великий вплив на курію. Бембо, що походив з венеційської аристократії, писав переважно історичні праці, а кар'єрною драбиною піднявся аж до кардинала. У своїй головній праці «Проза народною мовою» (італ. Prose della volgar lingua), написаній 1525 року, він зробив детальний виклад італійської граматики та теорії стилю літературної італійської мови. Літературними зразками до наслідування він вважав у прозі Джованні Боккаччо та в поезії Франческо Петрарку.

#### Неаполь
У Неаполітанському королівстві гуманізм підтримувався самим королем та представниками панівної еліти. Гуманістична історіографія служила уславленню правлячої Арагонської династії. Ще король Роберт Анжуйський (1309–1343) захоплювався освітніми ідеями Петрарки й заснував бібліотеку, а за часів Альфонсо V (1442–1458), який уславився як великий меценат й покровитель мистецтв, гуманізм остаточно утвердився у Неаполі. Альфонсо V запрошував до себе гуманістів та створював їм умови для діяльності.
Великою прихильністю Альфонсо V користувався Лоренцо Валла, що якийсь час проживав у Неаполітанському королівстві. Саме тут Валла розвінчав так званий Дар Костянтина, дарчу грамоту імператора Костянтина Великого папі римському Сильвестру I, яка виявилася середньовічною підробкою. Дарча грамота захищала привілеї Католицької Церкви, тож викриття цієї грамоти як підробки було великим ударом по престижу Церкви та папства, тріумфом гуманістичної філології й водночас великою приємністю для Альфонсо V, який перебував з папою у ворожих стосунках. У Неаполі Валла також написав свої знамениті «Елеґанції» (лат. Elegantiarum linguae Latinae libri sex — Шість книг про витонченість латинської мови).
У Неаполі знайшов також прихисток гуманіст Антоніо Беккаделлі, автор сенсаційних, як на той час, еротичних віршів, якого буквально ненавиділи представники церкви. Навколо Беккаделлі утворився своєрідний гуманістичний гурток, який часом називають Неаполітанською академією.
Син Альфонсо і його наступник на престолі Фердинанд I (1458–1494) продовжив лінію свого батька щодо прихильності до гуманізму. Він заснував в Неаполітанському університеті чотири гуманістичні кафедри. Гуманіст Джованні Понтано († 1503) заснував у Неаполі гуманістичне товариство, відоме як «Потаніанська академія» (лат. Accademia Pontaniana). Ця академія, що вважається одним з найпотужніших інтелектуальних центрів свого часу, відзначалася духом толерантності й відкритості, тут розроблялися численні напрямки наукових досліджень.
З Неаполя походив також відомий поет Джакопо Саннацаро († 1530), який працював при дворі та в академії. Вплив академії зберігався й після смерті Понтано, коли її очолював П'єтро Суммонте, проте в 30-ті роки XVI століття академія почала занепадати. 1542 року її було закрито.

#### Мілан
Міланське герцогство, до якого також належало університетське місто Павіа, за часів правління дому Вісконті (до 1447) було важливим осередком гуманізму. Гуманісти працювали в герцогській канцелярії та в Університеті Павії. Більше, ніж в інших місцях, гуманісти в Мілані виступали в ролі пропагандистів на службі в правлячого дому. Таку роль відігравали при дворі герцога гуманісти Антоніо Лоскі, Уберто Дечембріо та його син П'єр Кандідо Дечембріо. Найвідомішим гуманістом у Мілані був Франческо Філельфо († 1481), глибокий знавець грецької мови й культури і навіть автор грецькомовних віршів. Численні учні Філельфо займалися виданням і коментуванням класиків античності. Філельфо опинився в Мілані через те, що з політичних причин був змушений покинути Флоренцію, куди повернувся в похилому віці. За часів правління Сфорца (з 1450) настає період розквіту гуманістичної культури в Мілані, проте як духовний центр гуманізму Мілан значно поступався Флоренції, Риму й Неаполю. Французьке завоювання герцогства (1500) було фатальним зокрема й для розвитку гуманізму в цьому місті.

#### Венеція

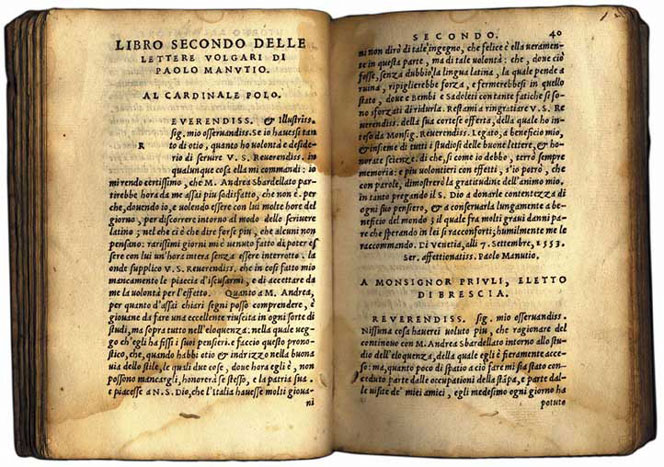
Книга Франческо Гріффо, надрукована в Альдо Мануціо

У Венеційській республіці розвиток гуманізму перебував у залежності від цілей і потреб панівної аристократії, яка виступала за стабільність і не підтримувала запеклих диспутів і полеміки проти схоластичної традиції. Хоча у Венеції й з'явилося чимало важливих текстів гуманізму, їхня кількість не узгоджувалася з політичною та економічною вагою міста-держави. Домінантними залишалися консервативні й конвенційні погляди. Венеційські гуманісти, як і в Мілані, були радше захисниками місцевої аристократичної системи. Потужним духовним напрямком у Венеції був аристотелізм у поєднанні з традиційною релігійністю. Типовим представником венеційського гуманізму був Франческо Барбаро († 1454).
Пізніше важливим гуманістичним діячем Венеції був друкар і видавець Альдо Мануціо, що був активним у 1491–1516 роки й опублікував велику кількість грецьких авторів. Його книжки (так звані альдини) мали великий вплив на розвиток книгодрукування у всій Європі. Його видавництво було найважливішим центром венеційського гуманізму. Венеційські філологи збиралися в Академії Мануціо, що називалася Neoacademia. Щоправда, ця академія не була справжньою інституцією, а радше дискусійним гуртком.

#### Інші італійські центри
При дворах, що змагалися за культурну першість в Італії, гуманізм мав підтримку численних представників панівної еліти:
- Ріміні — тут гуманісти групувалися навколо освіченого кондотьєра й мецената Сігісмондо Малатеста († 1468).
- Мантуанське маркграфство — гуманізм підтримували маркграфи Джанфранческо I Гонзага та Луїджі III Гонзага
- Урбінське герцогство — кондотьєр і герцог Федеріко да Монтефельтро († 1482) був учнем гуманіста і педагога Вітторіно да Фельтре; він зібрав велику й пишну бібліотеку.
- Феррарське герцогство — гуманізм підтримували Нікколо III д'Есте, Леонелло д'Есте, Гуаріно да Верона та Ерколе I д'Есте.

### Франція
Франческо Петрарка прожив у Франції значну частину свого життя. Його полеміка проти французької культури, яку він розглядав як меншовартісну, викликала різкий протест з боку французьких вчених. Петрарка вважав, що поза Італією — й особливо у Франції — не існує жодного істинного оратора чи поета, тобто відсутня гуманістична освіта. І справді гуманістичні ідеї утвердилися у Франції лише наприкінці XIV століття. Одним з перших французьких гуманістів був Нікола Кламанж (бл. 1360–1437), що викладав з 1381 року риторику в Наваррському колежі. Він був єдиним визначним стилістом свого часу у Франції. Проте в пізні роки він дещо дистанціювався від гуманізму. Гуманістичні ідеали поширював також Жан де Монтрей (1354–1418).

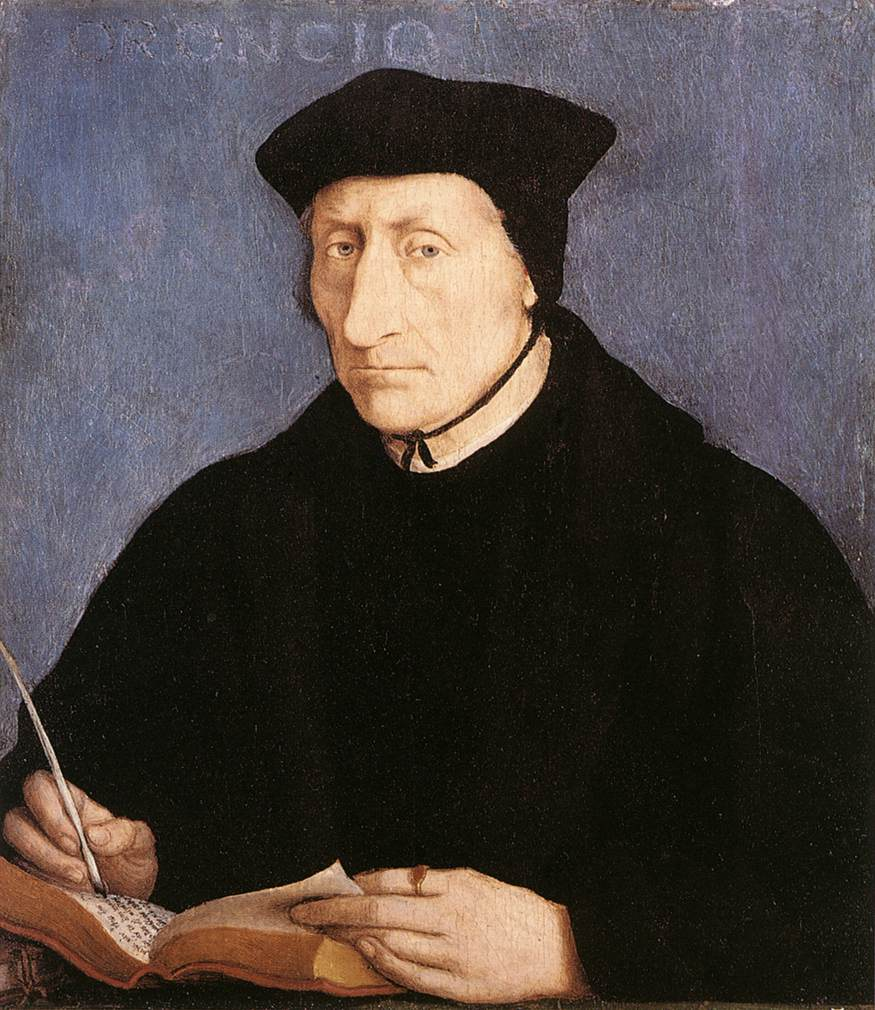
Гійом Бюде, портрет пензля Жана Клуе

Суттєвою перешкодою в розвитку гуманізму стала Столітня війна, однак по її завершенні, з другої половини XV століття гуманізм у Франції зазнав період справжнього розквіту. Одним з визначних гуманістів того часу був викладач риторики Гійом Фіше, який заснував у Парижі першу друкарню, а 1471 року опублікував перший французький підручник риторики. Учень Фіше на ім'я Робер Гаген († 1501) продовжив справу свого вчителя. Важливі імпульси розвитку гуманізму у Франції дали численні італійські гуманісти, що часто зупинялися в Парижі. Грецький гуманіст Янос Ласкаріс († 1534) став популяризатором у Франції італійського гуманізму неоплатонічного спрямування, також важливим був його внесок у поширення вивчення грецької мови.
Якоб Фабер (Jacobus Faber Stapulensis, † 1536), займався виданням та перекладом праць античних авторів, насамперед творів Арістотеля Якоб Фабер займався також філологічними студіями Біблії, що вороже сприймалося багатьма паризькими теологами.
Видатним дослідником античності був також Гійом Бюде (1468–1540), який зробив собі ім'я як грецист та організатор французького гуманістичного руху. Велике значення мали його дослідження римського права та його праця De asse et partibus eius («Про ас і його частини», 1515). Ця праця була присвячена дослідженню монетної справи та одиниць виміру в античності та водночас вона мала ширший діапазон і була однією з перших гуманістичних праць з економічної та соціальної історії. Бюде був секретарем французьких королів Карла VIII та Франциск I й використовував своє високе становище для поширення гуманізму. Як керівник Королівської бібліотеки, яка згодом стала національною бібліотекою, він доклав великих зусиль на її розбудову. Саме з його ініціативи було засновано королівський колеж (пізніше Колеж де Франс), що розвинувся у важливий центр поширення гуманістичних ідей. Королівський колеж фактично був противагою консервативно та антигуманістично налаштованої тогочасної Сорбонни. Серед гуманістів-літераторів вирізнявся поет і прозаїк Жан Лемер де Бельж, який плекав традиції італійської літератури Ренесансу. У політичному й культурному аспектах він, як і Бюде, стояв на націоналістичних позиціях.
Французький король Франциск I, що правив з 1515 до 1547 року, вважався сучасниками одним з найбільших прихильників та поширювачів французького гуманізму. Численні французькі письменники XVI століття вважали розквіт гуманістичної освіти своєю заслугою.
Важливим осередком гуманізму в Ельзасі було місто Селеста, в якому діяла гуманістична школа, заснована 1441 року. Донині в цьому місті збереглася гуманістична бібліотека, що належить до найвизначніших культурних надбань Ельзасу. 2011 року гуманістична бібліотека міста Селеста́ була занесена до списку ЮНЕСКО «Пам'ять світу».

### Німеччина і Нідерланди

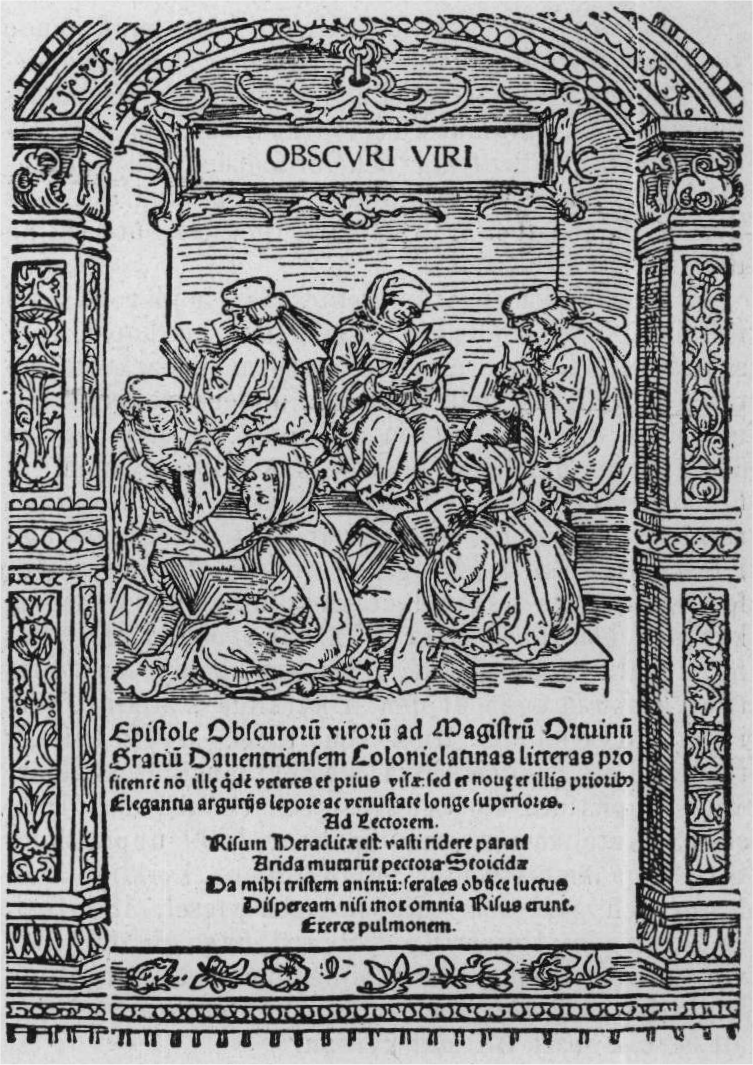
Титульна сторінка другої частини Листів темних людей, 1517

У Німеччині гуманістичні ідеї набули поширення з середини XV століття. Визначальним був приклад Італії не лише щодо загальних ідей, а й щодо літературних жанрів чи навіть стилістики. Знаковою постаттю в німецькомовному культурному просторі був італійський гуманіст Енеа Сільвіо де Пікколоміні, який до свого обрання папою римським з 1443 до 1455 року перебував у Відні на посаді дипломата й секретаря Фрідріха III. Енеа Сільвіо де Пікколоміні був провідною постаттю гуманістичного руху в Центральній Європі. Його вплив поширювався не лише на Австрію й Німеччину, але й на Богемію та Швейцарію. У Німеччині він вважався зразковим стилістом й до кінця XV століття був найвпливовішим гуманістичним письменником.
На початковому етапі центрами гуманізму на північ від Альп були королівські двори й канцелярії. Істотний внесок у поширення гуманістичних ідей у Німеччині зробили німці, що пройшли навчання в італійських університетах і повернулися додому. В німецьких університетах поширенням гуманізму займалися так звані мандрівні гуманісти (Wanderhumanisten), серед яких вирізнявся Петер Луде. Боротьба гуманістів зі схоластичною традицією, яку вони називали «варварською», була набагато запеклішою та безкомпроміснішою, ніж в Італії, через більше поширення схоластики в німецьких університетах. Це протистояння призводило до численних відкритих конфліктів та до бурхливого розвитку полемічної літератури. Свого піку протистояння схоластів та гуманістів досягло після публікації Листів темних людей, що висміювали антигуманістів й особливо великої популярності набули з 1515 року.
Першими видатними гуманістами в Німеччині й Нідерландах, що емансипувалися від прямого впливу Італії, були Рудольф Агрікола († 1485) та Конрад Цельтіс († 1508). Цельтіс вважається першим визначним латиномовним поетом Німеччини. Він підтримував цілу мережу контактів та знайомств, яку сформував через листування та під час своїх тривалих подорожей. Його великий проєкт географічного, історіографічного та етнологічного опису Німеччини «Germania illustrata» залишився незавершеним. Цельтіс сприяв заснуванню товариств учених (sodalitates) у деяких німецьких містах, що поглибило співробітництво німецьких гуманістів. Обраний 1486 року німецький імператор Максиміліан I підтримував гуманістичний рух як меценат, здобувши багато прихильників, які часто підтримували його починання. 1501 року у Відні він заснував Поетичну колегію (нім. Poetenkolleg) на чолі з Цельтісом. Колегія входила до складу університету й мала чотирьох викладачів для таких дисциплін, як поетика, риторика, математика та астрономія. Випускники колегії не одержували традиційних наукових ступенів, а коронувалися на поета (нім. Dichterkrönung).
На початку XVI століття найвідомішим і найвпливовішим гуманістом на північ від Альп був голландець Еразм Ротердамський. Велике значення мали його пошуки несфальшованого й неспотвореного тексту Нового Заповіту, який він
сподівався відтворити за допомогою грецьких джерел. Великий відгук мали його твори морального й житейського спрямування. Провідними гуманістами в тогочасній Німеччині були правники Конрад Пейтінгер (1465–1547) та Віллібарт Піркгаймер (1470–1530), історики Йоганнес Авентіус (1477–1534) та Якоб Вімпфелінґ (1450–1528), філософ, грецист і гебраїст Йоганнес Ройхлін (1455–1522), публіцист Ульріх фон Гюттен (1488–1523), а також філолог й історик Беатус Ренанус (1485–1547). Ульріх фон Гюттен був найяскравішим представником войовничо-політичного гуманізму, гуманістична вченість поєднувалася в нього з патріотичними цілями та культурно-політичним націоналізмом. Ключовою постаттю наступного покоління гуманістів був грецист та реформатор освіти Філіп Меланхтон (1497–1560), якого називали вчителем Німеччини (нім. Lehrmeister Deutschlands). Гуманістичні ідеї Меланхтона мали великий вплив на світогляд Мартіна Лютера.

### Англія

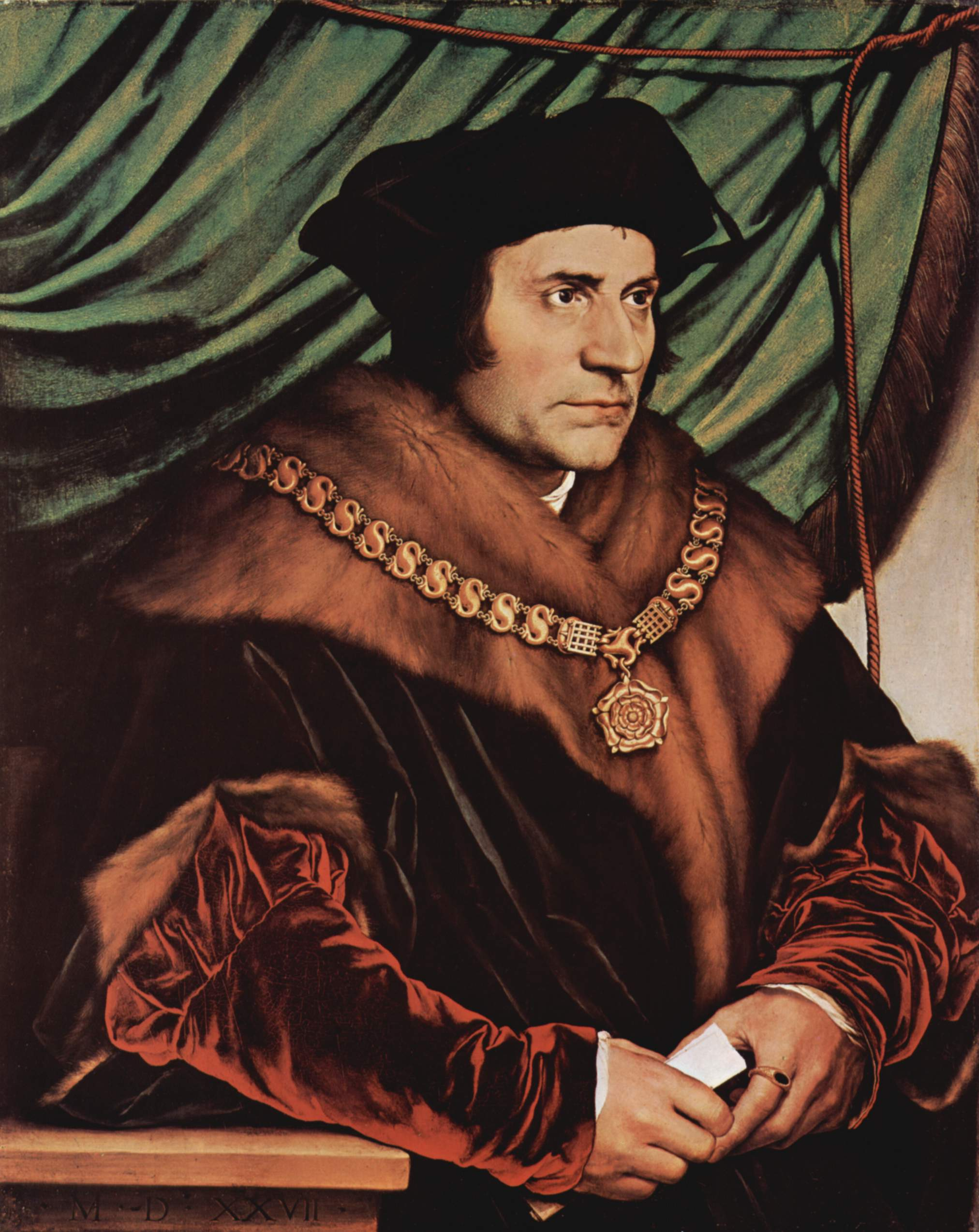
Томас Мор, портрет пензля Ганса Гольбайна молодшого

В Англії протогуманістичні ідеї з'явилися вже у XIV столітті у колах францисканців. А власне англійський гуманізм як інтелектуальна течія постав у XV столітті. Розвиткові англійського гуманізму сприяли ідеї італійського та французького гуманізму, а також бургундсько-нідерландський вплив. Одним з найвпливовіших прибічників гуманізму був герцог Гамфрі Ланкастерський (1390–1447). На початку XVI століття значний вплив на інтелектуальне життя Англії мав Еразм Ротердамський.
Протягом XV століття в англійських університетах після запеклих протистоянь схоластичну традицію замінив гуманістичний світогляд. Водночас було засновано багато нецерковних закладів освіти (коледжі та граматичні школи), що стали конкурувати зі старими церковними школами.
Одною з провідних постатей англійського гуманізму був Джон Колет (1467–1519), друг Еразма, що вчився в Італії та став засновником нових шкіл в Англії. Королівський лікар Томас Лінакре († 1524) поширював серед своїх колег знання античної медичної літератури. Друг Лінакре Вільям Гросін († 1519) став у Англії зачинателем біблійного гуманізму. Та найвідомішим представником англійського гуманістичного руху був державний діяч і письменник Томас Мор († 1535), що працював королівським секретарем та дипломатом, а з 1529 року став Лорд-канцлером Англії. Учень Мора Томас Еліот опублікував 1531 року важливу морально-філософську й суспільствознавчу працю The boke Named the Governour, в якій виклав принципи гуманістичної освіти, що стали основою для уявлень англійців про ідеального джентльмена.
Політична теорія XV століття перебувала під сильним впливом платонізму. Англійські гуманісти детально розглядали вчення Платона про добру й справедливу державу. Вони виправдовували чинний аристократичний суспільний порядок і намагалися його вдосконалити завдяки поширенню гуманістичної освіти для дітей аристократів. Ця тенденційно меритократична шкала вартостей входила в суперечність з принципом панування спадкової аристократії. Гуманісти вдавалися у питання, чи набуття гуманістичних знань не може прирівнюватися до статусу аристократа і, навпаки, чи не втрачає свого статусу той аристократ, який нехтує освітою. Проте одностайної думки щодо цього на той час ще не існувало.

### Іспанія і Португалія

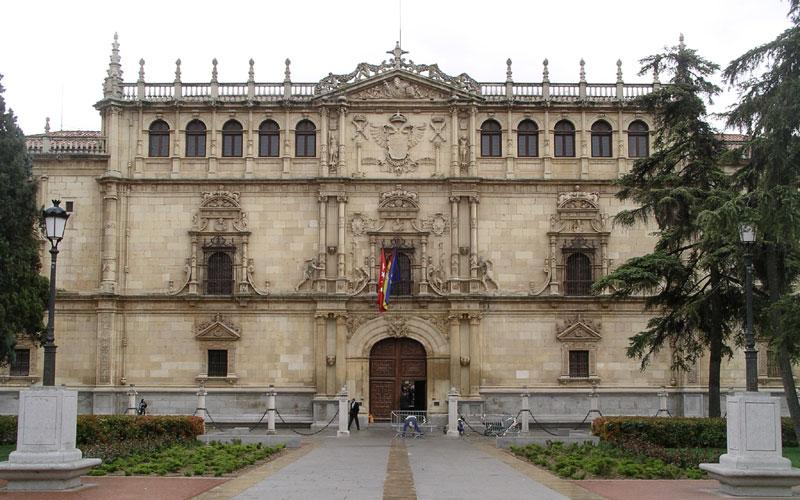
Приміщення Colegio San Ildefonso, де розташовувався історичний університет Алькали, центр гуманізму в Іспанії

Суспільні передумови на Піренейському півострові були менш сприятливими для розвитку гуманізму в порівнянні з Францією чи Центральною Європою. Тож тут гуманізм розвинувся у значно вужчих рамках. Вплив італійського гуманізму був помітний насамперед в Каталонії, що пояснюється експансійною політикою Арагонського королівства та пов'язаних з нею політичними зв'язками з південною Італією. Перші переклади античної літератури народною мовою з'являються вже в XIV столітті. Літератор і дипломат Хуан Фернандес де Ередіа († 1396) займався організацією перекладів видатних грецьких авторів (Фукідід, Плутарх) арагонською. Серед античних латиномовних творів, що перекладалися іспанською, на першому місці стояли твори морально-філософського характеру. Особливо широкою була рецепція творів Сенеки. У Кастильському королівстві поети Хуан де Мена († 1456) та Іньїґо Лопес де Мендоса († 1458) стали зачинателями іспанської поезії народною мовою за італійським зразком.
Наприкінці XV — на початку XVI століття під час правління католицьких королів іспанський гуманізм зазнав свого найбільшого (хоча й доволі помірного) розквіту. Серед іспанських гуманістів вирізнявся насамперед професор риторики Антоніо де Небріха († 1522). 1481 року він опублікував підручник латинської мови Introductiones Latinae, що започаткував реформу у вивченні латини. Згодом з'явився його латинсько-іспанський та іспансько-латинський словник. А 1492 року Небріха видав першу граматику кастильської (іспанської) мови. У заснованому 1499 року університеті Алькали 1508 року було утворено тримовну колегію для вивчення латинської, грецької та гебрейської мов.
Гуманізм в Португалії поширився лише наприкінці XV століття, тобто ще пізніше, ніж в сусідній Іспанії. Гуманістичні ідеї прийшли до Португалії з португальськими студентами, що навчалися в Італії. Великий внесок в поширення гуманізму зробив сицилійський мандрівний поет і вчений Катальдус Паризіус, який з 1485 року перебував при лісабонському королівському дворі як секретар та вихователь принца. 1493 року була опублікована перша гуманістична граматика латинської мови, яку написав Естевау Кавалейру (лат. Stephanus Eques). Серед португальських гуманістів велася інтенсивна дискусія про те, яка мова — португальська чи латинська — повинна мати пріоритет.

### Богемія і Моравія

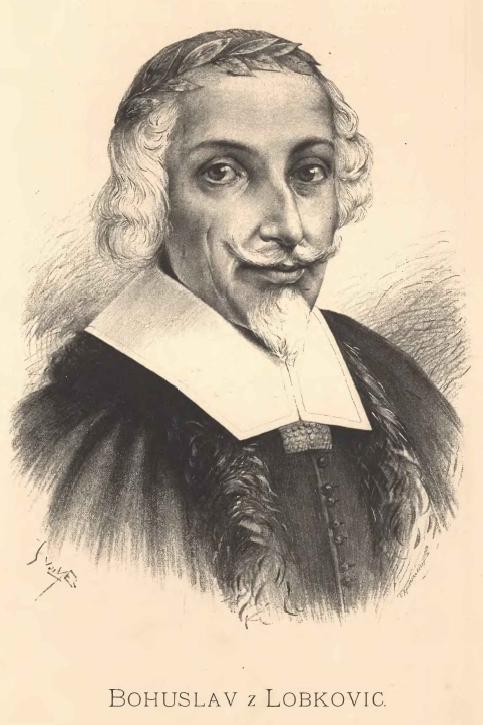
Поет Богуслав Газіштейн

Рецепція гуманізму в Богемії почалася з діяльності Яна Оломоуцького († 1380), що був канцлером Карла IV, який з 1347 року був також королем Богемії й перетворив Прагу, де розташовувалася його резиденція, на визначний культурний центр Європи. Ян Оломоуцький захоплювався Петраркою й активно з ним листувався. Надвірний поет Карла Генріх фон Мюґельн також був близький до гуманістичного руху. Проте загалом стиль імператорської канцелярії та літературні твори цієї епохи були ближче до середньовічної традиції й істотно поступалися зразкам італійського гуманізму.
У XV столітті та на початку XVI століття гуманізм у Богемії став примітним явищем, у той час діяли такі видатні богемські гуманісти, як дипломат Ян Пфлюг-Рабштейн (чеськ. Jan Pflug z Rabštejna, 1437–1473), який навчався в Італії й зібрав величезну приватну бібліотеку, поет Богуслав Газіштейн (лат. Bohuslaus Hassensteinius, 1461–1510), що також вчився в Італії й досі поціновується як майстерний стиліст, поет Ян Шлехта (1466–1525).
Найвидатнішим гуманістом Моравії був Августин Оломоуцький (Augustin Olomoucký, Augustin Käsenbrod, 1467–1513). На розвиток моравського гуманізму вплинув Конрад Цельтіс, який 1504 року перебував у місті Оломоуц. Оломоуцькі гуманісти були об'єднані в товариство Sodalitas Marcomannica, яке також називали Sodalitas Maierhofiana.

### Хорватія

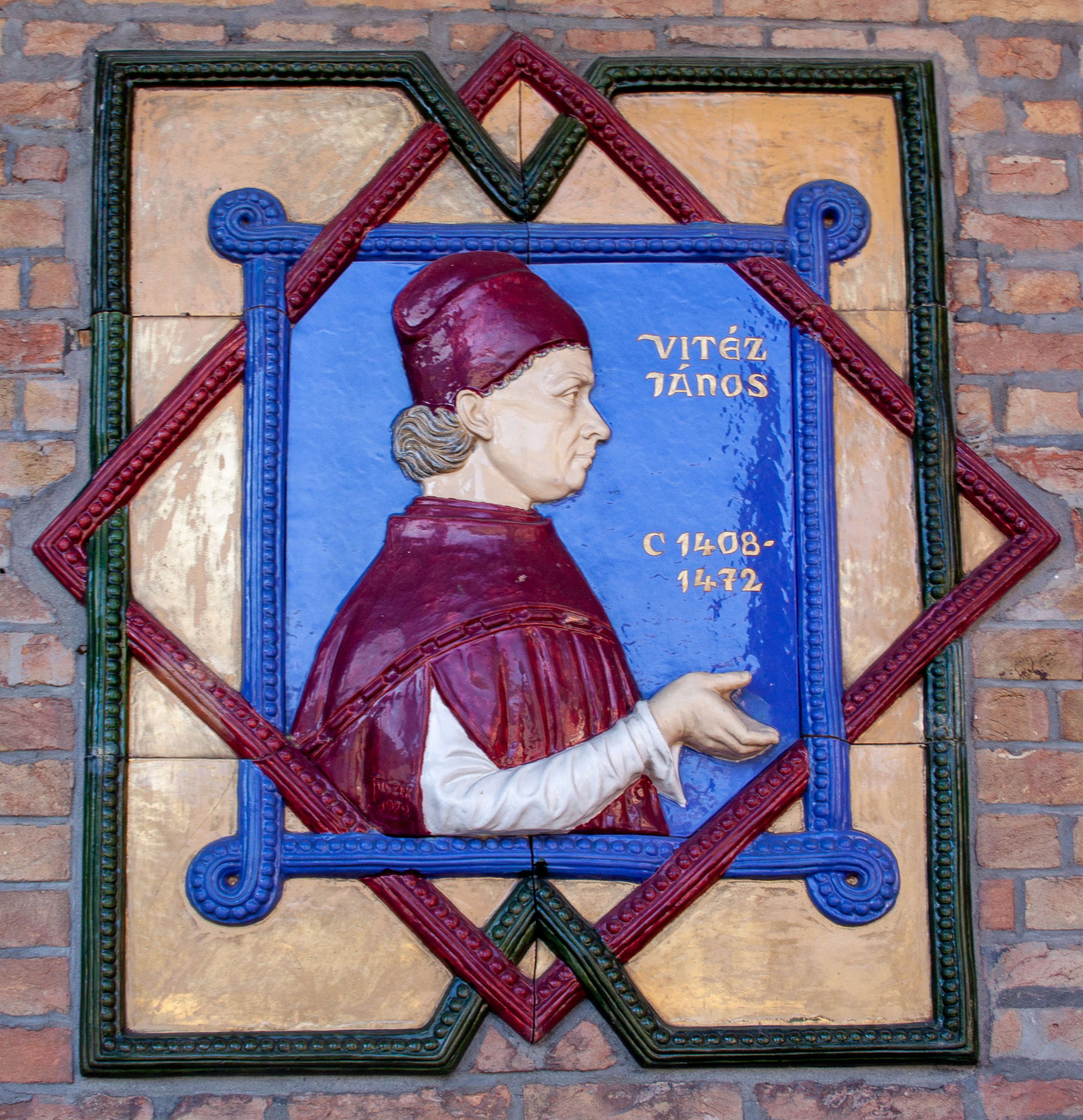
Янош Вітез

Розвиток духовного життя в Хорватії був притлумлений турецькою загрозою. Хорватські гуманісти брали активну участь в опорі проти експансії Османської імперії. Вони писали численні латиномовні промови «проти турків». Через близькість Туреччини в Хорватії особливо сильним було християнське самоусвідомлення та потяг до збереження християнських традицій. Одним з найвидатніших гуманістів Хорватії був поет Марко Марулич (лат. Marcus Marullus, 1450–1524), що вважається «батьком хорватської літератури».

### Угорщина
В Угорщині перші паростки гуманістичних ідей з'явилися доволі рано. Розвиткові контактів з Італією сприяло те, що на угорському троні в XIV столітті тривалий час залишалася Анжуйська династія, яка правила в Неапольському королівстві.
За короля Сигізмунда (1387–1437) в угорській столиці Буда вже діяли іноземні гуманісти, що перебували там у ранзі послів. Ключову роль у становленні угорського гуманізму відіграв італієць П'єтро Паоло Верджеріо († 1444), що тривалий час проживав у Буді. Його найвідомішим учнем був хорват за походженням Янош Вітез (János Vitéz de Zredna, † 1472), який провадив активні філологічні й літературознавчі студії й зробив вагомий внесок у справі поширення гуманізму в Угорщині. Небіж Вітеза Янош Панноніус († 1472) був відомим гуманістичним поетом.
Вітез був вихователем короля Матьяша Хуньяді (1458–1490), який згодом у своїй діяльності широко сприяв розвитку гуманізму на угорських землях. Король збирав навколо себе італійських та місцевих гуманістів й заснував знамениту Корвініану, що була однією з найбільших ренесансних бібліотек Європи.
У XVI столітті найпомітнішою постаттю угорського гуманізму був Янош Сильвестр. Він належав до гуманістичної течії, що орієнтувалася на Еразма Ротердамського. Сильвестр був автором угорського перекладу «Нового Заповіту» та першої граматики угорської мови «Grammatica Hungaro-Latina».

### Польща

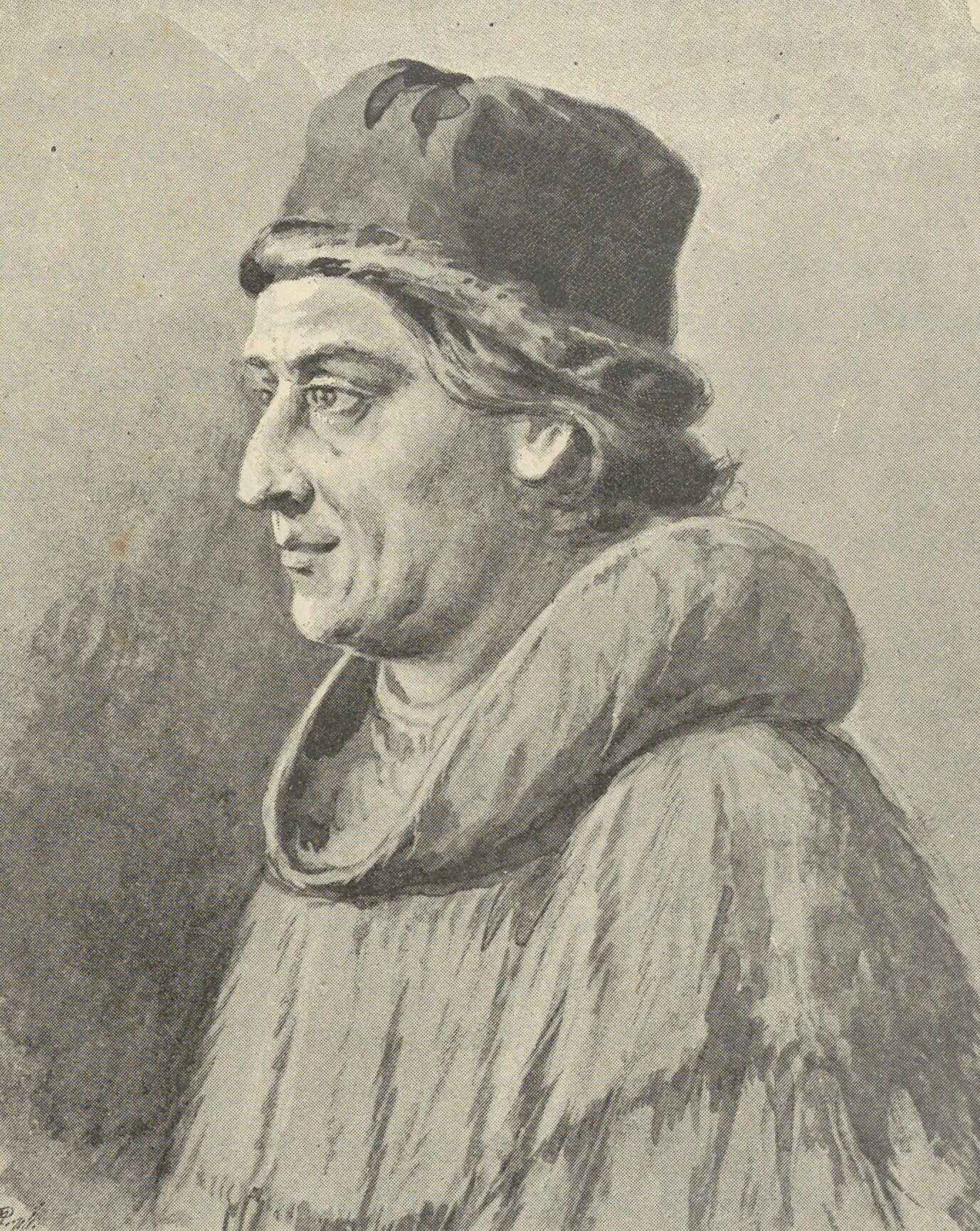
Ян Длугош

У Польщі гуманістичний рух зародився у XV столітті. 1406 року в Краківському університеті було засновано першу кафедру риторики. З 1430-х років зросло зацікавлення до творів італійських гуманістів та почалася власна літературна продукція латинською мовою. З середини XV століття в Краківському університеті утвердилася система гуманістичної освіти, проте схоластика частково зберігала свої позиції аж до XVI століття.
1470 року італійський гуманіст Філіппо Дуонаккорсі (також Філіп Каллімах, лат. Callimachus Experiens) був звинувачений у змові проти папи римського й утік від переслідувань до Польщі. Його прибуття до Кракова стало початком нового етапу польського гуманізму. Як державний секретар польського короля Казимира IV Ягеллончика він мав великий вплив на формування внутрішньої та зовнішньої політики Польщі.
Одним з видатних гуманістичних істориків Польщі був Ян Длугош (1415–1480).
Ще одним відомим польським гуманістом був Вавжинець Корвін († 1527), автор підручника латинської мови та поширювач гуманістичних ідей в Сілезії. Корвін зазнав впливу Конрада Цельтіса та флорентійських неоплатоніків. Гуманіст Ян Лаский (молодший) був другом Еразма Ротердамського й широко пропагував його творчість та ідеї на польських теренах.
Важливим був також внесок польського гуманіста й письменника Миколая Рея. Він першим показав, що літературу можна успішно розвивати й народною мовою, і найбільше зробив для того, аби в польській літературі народна мова взяла гору над латиною.

### Україна

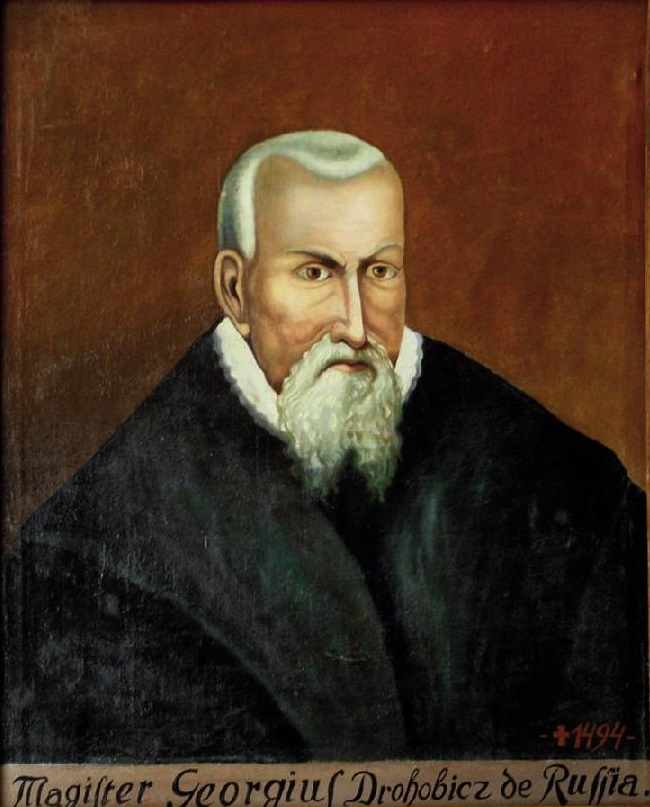
Юрій Дрогобич

Починаючи від 2-ї половини XV ст. в Україні, яка входила до складу Великого Князівства Литовського та Речі Посполитої, складаються передумови ренесансно-гуманістичної філософської та громадсько-політичної думки. Насамперед це була поява значної кількості економічно незалежних міст із магдебурзьким правом, які ставали не лише торговельними й ремісничими центрами, але й центрами політичного й культурного життя.
Ідеї ренесансного гуманізму виникали й розвивалися в Україні на ґрунті двох різних традицій: західноєвропейської та русько-візантійської.
На думку Володимира Литвинова, дослідника епохи Відродження на українських землях, до українських гуманістів XV—XVI ст. передусім належали ті, хто сам усвідомлював себе українцем («рутенцем») і наголошував на цьому. Конфесійні чи мовні ознаки при цьому не мали суттєвого значення. Водночас багато з українських гуманістів того періоду належали до кола діячів інших культур, насамперед польської.
Найвизначнішими гуманістами другої половини XV — початку XVII ст., що поширювали нові ідеї на українських теренах, були такі діячі як: Григорій Саноцький (Гжегош із Санока) (1406-1477), Юрій Дрогобич (Котермак) (бл. 1450-1494), Павло Кросненський (Русин із Кросна) (бл. 1470-1517), Лукаш із Нового Міста (пом. бл. 1542), Станіслав Оріховський-Роксолан (1513-1566), Йосип Верещинський (1532–1598), Себастьян Кленович (бл. 1545-1602), Шимон Шимонович (Симон Симонід) (1558-1629), Симон Пекалід (Пенкальський) (бл. 1567 — після 1601), Іван Домбровський (кінець XVI — поч. XVII ст.), Лаврентій Зизаній Тустановський (пом. після 1634), Стефан Зизаній (пом. до 1621), Дем'ян Наливайко (пом. 1627), Мелетій Смотрицький (бл. 1577-1633), Кирило Транквіліон-Ставровецький (пом. 1646), Хома Євлевич (поч. XVII ст.), Йов Борецький (пом. 1631), Касіян Сакович (бл. 1578-1647).
Майже всі вони після здобуття вищої освіти у західноєвропейських навчальних закладах повернулися на українські землі й провадили гуманістичну діяльність передусім у так званому Руському воєводстві.
Головними центрами поширення гуманістичних ідей у цей час були Київ, Львів, Острог, Перемишль, Замостя.

За свідченням Дмитра Антоновича, гуманістичний рух на українських землях був тісно пов'язаний з друкарською справою: 
Школа і друкарня стали головною зброєю у відпорній боротьбі за українську національність, яку вів український гуманізм у другій половині XVI століття. 
Найвагомішим внеском українських гуманістів є їхні здобутки у галузі історіософської, суспільно-політичної та етичної проблематики. Українські гуманісти розвивали й поширювали комплекс ідей, які називають сьогодні ідеями громадянського гуманізму: національна самосвідомість, патріотизм, громадянське служіння, справедливість, політичні свободи. Популяризація цих ідей створила духовне підґрунтя для майбутньої національно-визвольної війни українського народу під проводом Богдана Хмельницького.
Дмитро Антонович у лекціях про українську культуру висловив думку про те, що український гуманізм був ближчим до німецького гуманізму, аніж до емансипованого від церкви італійського ренесансного гуманізму. Спільною рисою з німецьким гуманізмом, на думку Антоновича, було те, що у обох випадках це був рух пробудження національної ідентичності.

## Рецепція

### XVII–XVIII століття

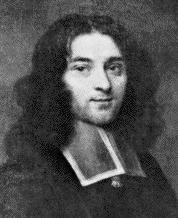
П'єр Бейль

Радикально антигуманістичну позицію відстоював французький філософ Рене Декарт (1596–1650). Гуманістичні студії здавалися йому зайвими, ба навіть шкідливими. На його думку, гуманізм не мав філософського значення. Декарт відкидав класичну риторику, що її поціновували гуманісти, оскільки вважав, що вона лише затуманює ясність мислення.
Гуманістична традиція, що утвердилася на той час у сфері освіти, нерідко зазнавала критики. Мішенню сатиричних випадів була узагальнена постать педантичного, відірваного від реального світу вчителя, якому закидали стерильність його освіти, надмірну фіксацію на книжки, зверхність та брак життєвого досвіду. Зростаючий інтерес до природничих наук та пов'язане з цим уявлення про прогрес призводило до сумнівів щодо абсолютної взірцевості античної культури. Ці фактори дещо впливали на оцінку гуманістичних вартостей, проте не могли принципово змінити їхню провідну роль в освіті. Особливо в гуманітарних науках принципи гуманістів залишалися на центральному місці. Натомість епоха Середньовіччя сприймалася як менш вартісна у порівнянні з античністю та новим часом. Антична класика зберігала свій нормативний ранг.
Наприкінці XVII століття впливові інтелектуали, такі як Кристоф Целаріус або П'єр Бейль, вважали великим поступом відкидання гуманістами Середньовіччя та їхній поворот до культури античності. Гуманістична освіта й надалі вважалася незамінною. Так само й у XVIII столітті представники Просвітництва негативно оцінювали Середньовіччя та підтримували ідеї та ідеали ренесансного гуманізму.
Протягом XVIII століття у рамках руху Просвітництва розвинувся так званий Неогуманізм, який, поряд із інтенсивними студіями латини, надавав великого значення вивченню грецької мови. Представники цього руху відкидали концепцію філантропістів, які у той час заснували так звану «реальну школу», де латину замінили нові мови, приділялася більша увага природничим наукам, а саме навчання було більше пов'язане з практичною діяльністю.
Окрім сфери освіти ідеї гуманізму мали великий вплив на розвиток науки й суспільного устрою та призвели до зменшення суспільного впливу Церкви.
З ідеями Просвітництва, що розвинулося на тлі гуманізму, пов'язані такі визначальні для сучасного світу події, як Американська революція, Французька революція та Промислова революція.

### Модерна епоха

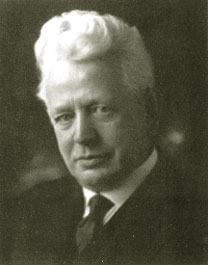
Ернст Кассірер

В Європі неогуманістичний рух сприяв виробленню освітнього ідеалу, за яким знову підкреслювалося значення античності. З неогуманізмом пов'язане також заснування Фрідріхом Августом Вольфом (1759—1824) так званих наук про давнину (нім. Altertumswissenschaften), покликаних ґрунтовно й систематично вивчати класичну античність і насамперед класичні мови. Погляди Вольфа та його послідовників сприяли тому, що пізня (не класична) античність та тексти патристики сприймалися як меншовартісні.
Неогуманістичні ідеї стали підґрунтям освітньої реформи у Пруссії, що мала вплив на розвиток освіти в багатьох країнах. Одним із ініціаторів цієї реформи був Вільгельм фон Гумбольдт. Мало не найголовнішим здобутком реформи стала поява нового типу середнього навчального закладу — гуманістичної гімназії XIX—XX століть.
Запеклим критиком ренесансного гуманізму був Геґель. На його думку, гуманістичні ідеї перебували у світі конкретного, чуттєвого, у світі фантазії й мистецтва, й були не достатньо спекулятивними та не сприяли розвитку справжнього філософського мислення. Водночас Геґель підтримував гуманістичний ідеал у сфері освіти.

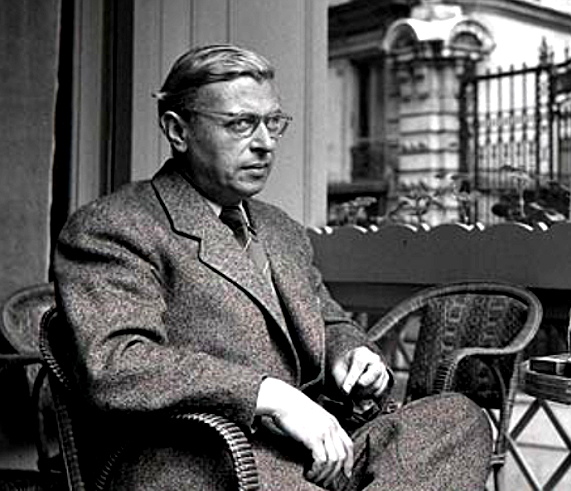
Жан-Поль Сартр: «Екзистенціалізм — це гуманізм»

У філософії XX століття Мартін Гайдеґґер виступав критиком ренесансного гуманізму, якому закидав, пропагування уявлення про humanitas, яке не заторкувало суть людини. Натомість Ернст Кассірер простежував єдину лінію європейського духовного розвитку від Ренесансу до Канта, вчення якого він вважав кульмінаційною точкою Просвітництва в сенсі розуміння культури як засобу до самовивільнення та розвитку вільної особистості.
Протягом XX століття переосмислені за нових умов ідеї гуманізму стали основою нових напрямків філософської думки. Жак Марітен розробив концепцію так званого Християнського гуманізму. Ернст Блох, Родольфо Мондольфо та Герберт Маркузе поєднали гуманізм із марксистським ученням. Жан-Поль Сартр став засновником екзистенціалістського гуманізму.
Тему гуманізму й гуманістів розвивали також сучасні письменники, для прикладу тут можна згадати образ гуманіста Лодовіко Сеттембріні з філософського роману Томаса Манна «Зачарована гора».